# Милано
Мила̀но (на италиански: Milano, на милански диалект: Milan) е италиански град, столица на северноиталианския регион Ломбардия и на едноименния метрополен град, център на една от най-населените метрополни области на Европа. С население от 1 358 420 души (към 1 януари 2023 г.) той е най-населеният град в региона, вторият по население в Италия след Рим и един от 20-те най-населени градове в Европа. 
Градът е домакин на множество културни институции, академии и университети. Миланската политехника е най-големият технически университет в Италия и водеща школа по архитектура, инженерни науки и индустриален дизайн.
В областта на културата градът е основният италиански издателски център.
Милано е на върха на световната музикална мрежа благодарение на оперния сезон на Театър „Ла Скала“ и на неговата дълготрайна оперна традиция. Освен това е сред основните европейски търговски панаирни града и сред основните центрове за индустриален дизайн.
Милано е признат за една от четирите световни столици на модата (заедно с Лондон, Ню Йорк и Париж) благодарение на няколко международни събития и панаири, включително Седмицата на модата в Милано и Мебелният панаир в Милано, които са сред най-големите в света по отношение на приходи, посетители и растеж. В него се провежда Световното изложение през 1906 г. и през 2015 г.
Милано е една от дестинациите на международния туризъм: той е сред 40-те най-посещавани града в света и втори в Италия след Рим. Считан е за глобален град, през 2020 г. е класиран от Globalization and World Cities (GaWC) Research Network на 15-то място сред 770 града като най-свързан град, т.е. най-добре инкорпориран в световната икономика; той е единственият италиански град в групата. Милано има 10 милиона посетители през 2018 г., като най-много чуждестранни посетители идват от Китай, САЩ, Франция и Германия. Туристите са привлечени от музеите и художествените галерии на града, които включват някои от най-важните колекции в света, включително големи произведения на Леонардо да Винчи. Градът се обслужва от много луксозни хотели и към 2016 г. е петият по звезди в света според Мишлен.
Милано също така е дом на два от най-успешните футболни отбори в Европа и Италия: АК „Милан“, основан през 1899 г. и ФК „Интер“, основан през 1908 г., както и на един от основните европейски баскетболни отбори – Олимпия Милано. Градът ще бъде домакин на Зимните олимпийски и параолимпийски игри за първи път през 2026 г., заедно с Кортина д'Ампецо. 
Милано е известен и с автомобилните заводи Алфа Ромео и с традиционния коледен козунак, наречен Панетоне.
Намира се на 45 км от Бергамо, на 119 км от Генуа, на 126 км от Торино, на 246 км от Венеция и на 576 км от столицата Рим.
Граничи със следните 23 общини: Бресо, Новате Миланезе, Кормано, Баранцате, Корсико, Чезано Босконе, Бучинаско, Перо, Сесто Сан Джовани, Асаго, Сетимо Миланезе, Болате, Вимодроне, Сеграте, Сан Донато Миланезе, Колоньо Монцезе, Роцано, Трецано сул Навильо, Пескиера Боромео, Кузаго, Арезе, Опера и Ро.

## География

### Територия
Милано се намира в северозападната част на Паданската низина, приблизително по средата между река По на юг и подножието на Алпите с големите езера Комо, Маджоре и Лугано на север, река Тичино на запад и река Ада на изток. Територията на града е равнинна, като най-високата точка е на 120 м над морското равнище.
Градът лежи върху почва с речно-ледников произход и калциево карбонатни скали, общи за цялата Паданска низина. Основната му характеристика е, че лесно се карстифицира. Тази скала е покрита от кватернерни речни седименти и е видима покрай главните потоци, които минават през нея, образувайки скалисти конгломерати, които в Ломбардия са известни като ceppi на итал.

Към 1 януари 2023 г. Милано заема площ от 181,68 km² в Западната част на регион Ломбардия. Разположен е на 25 км източно от река Тичино, на 25 км западно от река Ада, на 35 км северно от река По и на 50 км южно от езерото Комо, по протежение на т. нар. „пояс на карстовите извори“, където се срещат геоложки слоеве с различна водопропускливост – аспект, който позволява на дълбоките води да излязат отново на повърхността.
Хидрографията на Милано и на района на съседните общини е особено сложна, както по естествени причини предвид очевидното присъствие на реки, потоци и извори, които образуват истинска водна плетеница, така и предвид въпросите, свързани с работата на канализациите и отклоняване на изкуствени водни течения, започнало през римския период. Това води до изграждането на множество канали и изкуствени езера. Тъй като водата е в изобилие и е лесно достъпна, древните римляни никога не са строили акведукти в Милано.
Най-важните водни пътища, които засягат съвременния Милано и неговия метрополен район, са реките Ламбро, Олона и Севезо, потоците Боценте, Гарбоджера, Лура, Мерията и Пудига, плавателните канали Навильо дела Мартезана, Навильо Гранде, Навильо Павезе, Навильо ди Берегуардо, Навильо ди Падерно и Ветабия, и изкуствените водни пътища Канал Тичинело, Канал Ветра, Каво Редефоси, Каво Тичинело и Южно Ламбро. В Милано има и два важни изкуствени водни басейна: Дàрсена ди Порта Тичинезе и Идроскàло ди Милано.

### Климат
Милано се намира на запад от Паданската низина и се характеризира с влажен умерен климат със значителен годишен температурен диапазон (горещо лято и студена зима), Cfa според климатичната класификация на Кьопен.
Милано, подобно на голяма част от Паданската низина, страда от лоша вентилация, която благоприятства стагнацията на мъгла и замърсяването на въздуха, също и поради високата гъстота на населението. Поради това зимите в града са по-студени от тези в крайбрежните градове, без обаче да стигат до крайностите, типични за Централна Европа, благодарение на по-южната си географска ширина и защитата, осигурена от Алпите. Лятото, от друга страна, е горещо и задушно.
Като цяло валежите в района на Милано са добре разпределени през цялата година, въпреки че зимният сезон регистрира относително дълги периоди без валежи, с минимум около 40 мм през февруари. Междинните сезони са дъждовни, особено средата на есента и пролетта. Валежите в южната периферия са малко по-оскъдни и повече в североизточната.
Термичните екстремни стойности на Милано от 1763 г. до 2018 г. са −17,3° C през 1855 г. и 39,8° C през 2003 г. Температурният диапазон в слънчев ден е около 10 – 13 градуса. Влажността на въздуха е статистически налична през цялата година, особено през зимните месеци и през нощта. Мъглите са благоприятствани от ясното небе, позволяващо охлаждане от лъчеизпускането, от повърхностно влажната почва, от лошата вентилация на Западната Паданска низина и от специфичното зимно атмосферно налягане като например антициклоните, които през този период от годината са склонни да се появяват с определена честота.

## Топоним
Древното име на Милано е засвидетелствано като Mediolanum в древни латински писмени източници и като Mediólanon в гръцките източници. Има и епиграфско свидетелство за името на Милано на местния келтски език, присъстващо в надпис, открит върху участък от римските стени на Милано, където се чете Meśiolano, изписано със северна етруска азбука (с o) като в общите галски надписи. Транскрибираният символ ś се използва тук за представяне на етимологично /d/, както е показано от други употреби на този символ в келтския език, в допълнение към факта, че същият този знак ᛞ на рунически има точно стойността на /d/.
Съществуват различни хипотези за произхода на името. В Mediolanum лингвистите традиционно разпознават съставен термин, образуван от думите medio и (p)lanum, тоест „в средата на низината" или „средна низина", като *planum е станало lanum с отпадането на -p в началото на думата, което е характерно за келтските езици.
Някои теории, широко разпространени в неспециализираните писания, които пренебрегват съществуването на сигурно свидетелство за келтското име, предложено от гореспоменатите надписи, се отнасят до хипотетичния келтски топоним Medhelan със значение на „в средата на низината“, предвид централното му положение в Паданската низина, или „място между водни течения“ предвид наличието на реките Олона, Ламбро, Севезо и на потоците Нироне и Пудига. Други хипотези идентифицират значението с „централно светилище" (вторият термин от съставния термин е свързван с lanon = „светилище“) или с това на „плодородна земя“ (на келтски med = „плодороден“; land или lan = „земя“). Въпреки известното разпространение на тази теория (единствено в скорошни италиански писания, предимно неспециализирани), терминът Medhelan е дело на субективна реконструкция и не е засвидетелстван в нито един древен епиграфски или литературен източник. Звукът dh, присъстващ в реконструкцията на протоевропейския език, представлява аспириран медиал, а аспирираните медиали на келтски се връщат обратно в медиалите, така че не е изненадващо да се намери звукът d в Mediolanum, докато не е ясно каква стойност ще има dh в реконструкцията * Medhelan.
Някои учени смятат, че lanum идва от келтския корен lan, което означава оградено пространство или демаркирана територия (източник на уелската дума llan, което означава „светилище“ или „църква“, в крайна сметка родствено на английска/ немската дума land), където келтските общности са се строят светилища. Следователно Mediolanum може да означава централен град или светилище на келтско племе. Всъщност около 60 гало-римски обекта във Франция носят името „Mediolanum“, например Сент (Mediolanum Santonum) и Еврьо (Mediolanum Aulercorum).
Друга теория свързва името с дивата полувълниста свиня (Scrofa semilanuta) – древната емблема на града, описана в Emblemata на Андреа Алчато през 1584 г. под дърворезба на първото издигане на градските стени, където се вижда свиня, извадена от разкопките, и етимологията на Mediolanum, дадена като „полувълниста“ (medius + lanum), обяснена на латински и на френски. Според тази теория основаването на Милано се приписва на два келтски народа – битури и едуи, имащи за свои емблеми овен и дива свиня. Следователно символът на града е дива свиня, носеща вълна: животно с двойна форма, ту с остра четина, ту с гладка вълна. Алчато се позовава на Амвросий Медиолански за разказа си.
Най-старото документирано име на милански диалект е Miran.
Има десетина Mediólanon в цяла Европа, напр. във Франция (като Монмелиан), всичките обединени от една и съща етимология.

## История на Милано
Основан около 590 г. пр.н.е. от келтско племе, принадлежащо към групата на инсубрите и към културата Голасека, той е завладян от древните римляни през 222 г. пр.н.е. С течение на вековете Медиоланум (както се нарича тогава) увеличава значението си, докато става столица на Западната Римска империя. В този период е обнародван Медиоланският едикт, който предоставя на всички граждани, вкл. и на християните, свободата на вероизповедание.
В челните редици на борбата срещу Свещената Римска империя в епохата на комуните, той първо става сеньория (1259 г.), а в края на XIV век е издигнат в херцогство, оставайки в центъра на политическия и културен живот на ренесансова Италия. В началото на XVI век губи независимостта си в полза на Испанската империя. Почти два века по-късно преминава към австрийската корона и благодарение на политиката на Хабсбургите се превръща в един от основните центрове на Италианското просвещение. Столица на наполеоновото Кралство Италия, след Реставрацията на Савоя е един от най-активните центрове на Рисорджименто до включването му в савойското Кралство Италия.
Въпреки загубата на голяма част от своето политическо и културно значение в ранния модерен период градът възвръща статута си на основен икономически и политически център. Днес той се счита за индустриална и финансова столица на Италия. Милано ръководи индустриалното развитие на Италианската република: той установява т. нар. „Индустриален триъгълник“ със северноиталианските градовете Торино и Генуа, особено през годините на Икономическия бум, когато индустриалният и градският растеж включва и съседни градове, създавайки огромния Метрополен район Милано. В Милано е седалището на Италианската фондова борса и се провежда ежегодният Милански панаир – най-големият в Италия и един от най-големите в Европа.

## Символи
Символите на Милано са знамето, гербът и гонфалонът, както е посочено в Общинския статут.

Знамето, използвано от съвременния град Милано, вярно възпроизвежда това, използвано от Миланското херцогство от 1395 до 1797 г.: бяло знаме с червения кръст на Свети Георги. В зависимост от историческия период и по-специално на управляващата династия, която доминира в града, има няколко градски знамена (на лат. Vexillum civitas), които понякога представят благородническото семейство, което управлява Миланското херцогство, без да се засяга първоначалното бяло знаме с кръста на Свети Георги в червено като официално знаме на държавата (на лат. Vexillum publicum). 
Гербът на Милано се състои от сребърен (бял) френски модерен щит, върху който е насложен червеният кръст на Свети Георги. Цялото е оградено с лаврова и дъбова клонка, свързани заедно с трицветна лента. Щитът, който е увенчан със златна или черна крепостна корона – символ на званието на град, се използва в съвременната си форма от 19 март 1934 г., когато е издаден съответният указ за разрешение от държавата. Червеният кръст на Свети Георги Победоносец на бяло поле като символ на град Милано е роден през Средновековието: тази тема, която е показана за първи път на знамето на Милано, след това е вдъхновение за създаването на градския герб.
Първият гонфалон на Милано е гоблен, изработен около 1565 г. от бродировачите Шипионе Делфиноне и Камило Пустерла по проект на Джузепе Арчимболдо и Джузепе Меда. Реставриран около 20 пъти през следващите три века, той се съхранява в Залата на гонфалона в Замъка на Сфорците. Копие от него, което се съхранява в Зала „Алеси“ на Дворец „Марино“, се излага на най-важните официални годишнини, за да представлява град Милано. И двата споменати гонфалона изобразяват в центъра Свети Амвросий Медиолански, епископ на Милано и покровител на града.
Други символи са полувълнистата дива свиня, свързана с легендата за основаването на Милано, Мадонина – златната статуя на Дева Мария, поставена на най-високия шпил на Миланската катедрала, змията (el bisson на милански диалект), изобразена в момента на поглъщане или на защита (според интерпретациите) на дете от мъжки пол или на гол мъж, и увенчана със златна корона, първоначално символ на семейство Висконти – господари и след това херцози на Милано между XIV и XV век, и накрая Менегино – маска от Комедия дел арте, свързана с града, след като измества по-старата и традиционна маска на Белтрам от Гаджано (на милански диалект "Baltramm de Gaggian").

## Паметници и забележителности
Голяма част от художествено-архитектурното наследство на Милано се намира в историческия център, който дължи сегашния си вид на многобройни градски промени, извършени между Обединението на Италия и първия следвоенен период.

### Основни забележителности
- Миланска катедрала: паметник-символ на града. Разположена е на едноименния площад – център на икономическия и културен живот на Милано. Това е най-голямата църква в Италия с максимална височина от 108,50 м, третата по площ и шестата по обем в света. Строежът ѝ започва през 1386 г. и продължава до 1932 г., висока е 108,5 m и е 158,5 m дълга. Става известна с филма на Виторио Де Сика „Чудото в Милано“.
- Кралски дворец: бивш Palazzo del Broletto Vecchio, в продължение на много векове седалище на правителството на град Милано, на Кралство Ломбардия-Венеция и след това кралска резиденция до 1919 г., когато става държавна собственост, ставайки седалище на изложби и изложби.
- Галерия „Виктор Емануил II“ – покрит пасаж с открити железни и стъклени конструкции в еклектичен стил, във форма на кръст с остъклени тавани, където се намират най-известните магазини и заведения. Свързва пл. „Скала“ с пл. „Дуомо“.
- Театър „Ла Скала“: от XVIII век, един от най-известните оперни театри в света.[55]
- Замък на Сфорците: друг паметник-символ на Милано, първоначално замислен изключително като военна постройка, а след това преустроен като елегантен дворец за господарите на града.[56] В него са разположени няколко музея.
- Базилика „Сант Амброджо“: считана за втората най-важна църква в града след Миланската катедрала[57] Представлява не само паметник на раннохристиянската и романската епоха, но и основна точка от историята на Милано и на Амвросианската църква. Заедно с basilica prophetarum (базилика „Сан Диониджи“, разрушена през XVIII век), basilica apostolorum (базилика „Сан Надзаро ин Броло“) и basilica virginum (базилика „Сан Симпличано“), basilica martyrum, т.е. базилика „Сант Амброджо“ се причислява към четирите амвросиански базилики на Милано, тоест тези, построени от Свети Амвросий. Построен между 379 и 386 г. в късния имперски римски период по заповед на епископа на Милано Амвросий, тя е една от раннохристиянските базилики на Милано.
- Църква „Санта Мария деле Грацие“: съхранява „Тайната вечеря“ на Леонардо да Винчи, обявена от ЮНЕСКО за част от Световното културно наследство.[58]
- Монументално гробище: там се помещават гробовете на най-известните граждани на Милано.
- Пинакотека „Брера“: излага една от най-известните колекции от живопис в Италия, специализирана във венецианска и ломбардска живопис, с важни произведения от други школи. Благодарение на даренията предлага и изложбен маршрут, който варира от праисторията до съвременното изкуство, с шедьоври на художници от XX век.
- Базилика „Сан Лоренцо“ и колонада на Сан Лоренцо: базиликата е сред най-старите църкви в града, а сградата ѝ е преустройвана и модифицирана на няколко пъти във външните форми, почти напълно запазвайки примитивната инсталация от Късната имперска епоха, която е построена между 390 и 410 г. Заедно със срещуположните колони на Сан Лоренцо, някога част от антипортика на сградата, се счита за един от големите монументални комплекси от Късния имперски римски период в Милано.
- Арка на мира: триумфална арка, разположена в началото на бул. „Семпионе“, която представлява един от най-големите неокласически паметници в Милано. Посветена е на мира между европейските нации, постигнат през 1815 г. с Виенския конгрес; открита на 10 септември 1838 г. с пищна церемония, председателствана от новокоронясания император Фердинанд I Австрийски. Окончателното си освещаване има през 1859 г. с влизането в Милано на Наполеон III и Виктор Емануил II след победата при Маджента.
- Небостъргач „Пирели“: седалище на Регионалния съвет на Ломбардия. Държи рекорда за най-висока сграда в Европейския съюз от 1958 до 1966 г., когато е построена Тур дю Миди в Брюксел.
- Навили: система от напоителни и плавателни канали с център Милано, която свързва езерото Маджоре, езерото Комо и долното течение на река Тичино, отваряйки водните пътища на Швейцария и Северозападна Европа към Милано, кантон Граубюнден и североизточна Европа и накрая това на река По към Адриатическо море.
- Централна гара на Милано: по-модерна постройка, построена в стил, който съчетава величието на фашистките структури с декорации в стил Либерти.[59]
- Стадион „Джузепе Меаца“, известен като Сан Сиро, наречен „Скалата на футбола“.[60]

- Миланска катедрала
- Кралски дворец
- Галерия „Виктор Емануил II“
- Площад „Дела Скала“
- Театър „Ла Скала“
- Замък на Сфорците
- Базилика „Св.Амвросий Медиолански“
- Църква „Санта Мария деле Грацие“
- Леонардо да Винчи, Тайната вечеря
- Монументално гробище
- Пинакотека „Брера“
- Колонада на Сан Лоренцо
- Базилика „Сан Лоренцо“
- Арката на мира
- Навили
- Централна гара
- Стадион „Джузепе Меаца“

### Градска архитектура
Центърът на Милано е пълен с вили и дворци, построени главно през XVII и XVIII век като частни резиденции на големите семейства в града. Архитектурните стилове, представени в центъра на града, са много: Неоготика, Барокова архитектура, Еклектика, Ар нуво, следвоенен Рационализъм. Историята на миланските градски сгради се простира до наши дни, включително многобройните модерни архитектури, които характеризират областите на най-иновативната концепция на градската територия.
Милано никога не е имал център на градска власт, подходящ за значението му. Този факт се дължи главно на липсата на кралски двор в града от XVI. век нататък, когато е загубена независимостта. Сред обществените сгради трябва да се споменат само средновековният Palazzo della Ragione (вмъкнат в комплекса на пл. „Мерканти“) и последвалият Кралски дворец, от векове представително седалище на градската управа;  след построяването на Замъка на Сфорците, очевидно каталогизиран сред военната архитектура, Милано вече не ражда сграда с обществена концепция до 2010 г., когато е открита Палата Ломбардия.
Частните резиденции са от по-голямо значение, включително Дворец „Марино“ (сега седалището на кметството), Дворец „Лита“, Дворец „Белджойозо“ и късният ар нуво Дом „Фризия“. Цели квартали, като този около ул. Монте Наполеоне или бул. Венеция, са съставени от благороднически неокласически сгради.
Сред Миланските кули заслужава да се отбележат Кулата на общината, която някога е отбелязвала официалното откриване и закриване на дейностите и която се намира на Дворецът на юристконсултите, Кулата на Горани, която е била част от разрушената Дом „Горани“, и Кулата на чудесата, включена в Дома на чудесата (Casa dei Meravigli).

### Религиозна архитектура
Миланската катедрала е основното място за католическо богослужение в град Милано и катедрала на едноименната архиепископия. Други ценни сгради са раннохристиянските базилики в Милано: базиликата „Сант Амброджо“, считана винаги за най-великият пример за Ломбардска романска архитектура, както и за един от най-старите паметници на християнското изкуство, базиликата „Сан Лоренцо“ – сграда с византийски централен план, известна и с близостта на едноименните колони, базиликата „Сан Надзаро ин Броло“ и базиликата „Сан Симпличано“, свързани като предишните с фигурата на Свети Амвросий Медиолански.
В историческия център на Милано се помещава и църквата „Сан Маурицио ал Монастеро Маджоре“, съдържаща цикъл от стенописи на автори като Бернардино Луини и Симоне Петерцано, които са определени като Ломбардската Сикстинска капела, църквата „Сант'Антонио Абате“, възстановена в края на XVI век според каноните на Контрареформацията и дом на произведения на Джулио Чезаре Прокачини и Черано, и бароковата църква „Сант'Алесандро ин Дзебедия“, която гледа към един от най-добре запазените площади в Милано преди следвоенното възстановяване.
Църквата „Сан Джузепе“ се счита за първата истинска барокова сграда в града, докато църквата „Санта Мария пресо Сан Сатиро“ е известна с фалшивия хор, проектиран от Браманте, използвайки техниката тромп-льой. Трябва да се споменат църквата „Сан Марко“ и базиликата „Сант Еусторджио“, в която се помещава Капела „Портинари“, считана за един от шедьоврите на Ломбардския ренесанс. Известна в цял свят е църквата „Санта Мария деле Грацие“, включена заедно с „Тайната вечеря" в списъка на обектите на Световното културно наследство на ЮНЕСКО.
Извън градската зона има два важни монашески комплекса: Чертогът на Гареняно с важните стенописи от Симоне Петерцано и Абатство „Киаравале“ – един от първите примери за готика в Италия. От голямо художествено значение е и Монументалното гробище със своя пантеон, много богат на погребални скулптури от различни епохи и стилове.
- Миланска катедрала
- Базилика „Сант'Амброджо“
- Базилика „Сан Надзаро ин Броло“
- Базилика „Сан Семпличано“
- Църква „Сан Маурицио ал Монастеро Маджоре“
- Голям олтар в Залата на вярващите в църквата „Сан Маурицио ал Монастеро Маджоре“
- Църква „Сант Антонио абате“
- Църква „Сант Адриано ин Дзебедия“
- Църква „Сан Джузепе“
- Църква „Санта Мария пресо Сан Сатиро“
- Църква „Сан Марко“
- Базилика „Сант Еусторджио“
- Капела „Портинари“ в базилика „Сант Еусторджио“
- Църква „Санта Мария деле Грацие“
- Църква „Сан Бабила“
- Чертог „Гареняно“
- Абатство „Киаравале“

### Военна архитектура
Стените на Милано еволюират през годините заедно с града: от първото римско ядро се преминава към средновековните стени, завършвайки с последната най-външна стена, по-известна като „Испанските стени“. От римските стени са останали само руини. От средновековните стени има много малко открити участъци, които са оцелели след превръщането им в домове, след като са били построени испанските стени, които по времето на тяхното изграждане са най-големите в Европа. Испанските стени са до голяма степен разрушени между края на 19 век и първите десетилетия на XX век поради трафика.
В допълнение към някои участъци от старите испански стени с обща дължина около километър остават единствените запазени градски порти от средновековните стени, които са достигнали до днес: средновековната Порта Нуова и средновековната Порта Тичинезе. На испанската стена вратите са до голяма степен запазени: с изключение на маниеристичната Порта Романа останалите датират от австрийската подредба на неокласическите бастиони.
Най-впечатляващата военна архитектура е Замъкът на Сфорците – имение, превърнато през Ренесанса в елегантен двор на херцозите на Милано. Крепостта все още е една от най-големите за времето си, дотолкова, че замъкът никога не е бил завладян в битка. Използван изключително като военна казарма от чужди правителства, той е реставриран и трансформиран в края на 19 век в голям музеен комплекс и е украсен с градините на едноименния площад и парк „Семпионе“. Някога е бил управляван от Кастелана на Замъка на Сфорците в Милано. Той се намира на същото място като Замъкът на Порта Джовия, чието разширение е, и римският Castrum Portae Jovis.
- Кратък участък от древните стени на Медиоланум от времето на император Максимиан.
- Средновековната Порта Тичинезе
- Средновековната Порта Нуова
- Порта Романа
- Участък от Испанските стени
- Вторична порта „Св. Амвросий“
- Кастело Сфорцеско: плацдарм

### Улици и площади
В Милано има няколко улици (на итал. ед. ч. via) и булеварди (на итал. corso), и площади (на итал. piazza), които имат историческо, архитектурно, социално или търговско значение.

#### Улици
- Ул. „Манцони“ е считана за един от най-луксозните райони на града, както и един от големите търговски центрове на световната висша мода.
- Ул. „Брера“ е известна като една от най-характерните улици на Милано, както заради присъствието на сградата на Пинакотека „Брера“, така и заради някои местни заведения на тази улица.
- Бул. „Беатриче д'Есте“ е дълга алея с дървета в центъра на Милано, граничеща с Пинакотека „Брера“, както и с:
- Бул. „Буенос Айрес“ – важна търговска улица с над 350 магазина за продажба на различни видове стоки, които генерират общ дневен оборот сред най-високите в света, и с
- Ул. „Монте Наполеоне“, считана за един от най-луксозните райони и един от най-големите търговски центрове prêt-à-porter. Прочутата улица с площ 4 декара и нейните разклонения за търговия на дребно с най-модните стоки е изключителен „златен триъгълник“ на осеяни с разкошни витрини улици: неуморните занимания на града с мода, вътрешен дизайн, архитектура и храна са изложени на показ в този шикозен квартал – от лъскави бутици до забележителни салони за чай от XIX век и бутици за деликатеси.
- Бул. „Венеция“, известна като една от най-елегантните улици в Милано и част от модния квартал
- Бул. „Виторио Емануеле II“, сред най-важните улици на града, където се отварят множество магазини, особено за дрехи, които я превръщат в един от основните търговски центрове в града
- Бул. „Комо“, важна пешеходна и търговска улица в Милано
- Ул. „Данте“, друга важна търговска улица, открита в края на XIX век, за да свързва директно пл. „Кордузио“ със Замъка на Сфорците
- Верциере, древно популярно наименование на района, използван някога като пазар за плодове и зеленчуци и където все още има известен маниеристично-бароков паметник – колоната Верциере.

- Ул. „Манцони“
- Ул. „Брера“ през 1975 г.
- Бул. „Буенос Айрес“
- ул. „Монте Наполеоне“
- Бул.„Венеция“
- Бул. „Виторио Емануеле II“
- Бул. „Комо“
- Ул.„Данте“
- Верциере с едноименната колона

#### Площади
- Пл. „Дуомо“ – най-важният площад в Милано, неговият истински геометричен и търговски център в продължение на повече от седем века
- Пл. „Афари“, известен с присъствието на Италианската фондова борса, дом на националния финансов пазар, създадена тук на 16 януари 1808 г.
- Пл. „Гае Ауленти“, разположен в квартал „Чентро диреционале ди Милано“ и символ на съвременен Милано
- Пл. „Кордузио“, намиращ се на мястото, където се е намирал дворът на лангобардските херцози Curia Ducis, откъдето произлиза името на площада
- Пл. „Мерканти“, създаден като център на градския живот през Средновековието
- Пл. „Сан Феделе“, разположен във важна пешеходна зона
- Пл. „Сан Сеполкро“, който в римско време е форум на града, пресечна точка между кардо и декуманус
- Пл. „Скала“, свързан с пл. „Дуомо“ чрез Галерия „Виктор Емануил II“, на която се намират Театър „Ла Скала“ и Дворец „Марино“ – кметството на града
- Пл. „Ветра“, където се намира Парк „Папа Йоан Павел II“, който свързва базиликата „Сан Лоренцо“ и базиликата „Сант Еусторджио“
- Пл. „Сан Бабила“, който е бил дълго време място за срещи, предпочитано от висшата миланска буржоазия предвид централната ѝ позиция
- Каробио, малък площад, чийто произход датира от римско време.

- Пл.„Дуомо“ Вляво: Входът към Галерия „Виктор Емануил II“, вдясно: Миланската катедрала
- Пл. „Афари“ с Дворец „Медзаноте“ (Итал. фондова борса)
- Пл. „Гае Ауленти“
- Пл. „Кордузио“ с Палатата на Дженерали Застраховане
- Пл. „Мерканти“ с Палацо дела Раджоне
- Пл. „Сан Феделе“ с Дворец „Марино“
- Пл. „Сан Сеполкро“ с едноименната църква
- Пл. „Ла Скала“ с Театър „Ла Скала“ и паметника на Леонардо да Винчи
- Пл. „Ветра“ преди 1936 г.
- Пл. „Сан Бабила“

### Археологически зони
Наличието на археологически обекти, които разказват историята на римския Медиоланум, е от голямо значение, особено като се има предвид разнообразието от руини, излезли на бял свят през вековете.
- Римски стени на Милано, построени в две фази: едната през Републиканската епоха около 49 г. пр.н.е. и втората след 291 г. в Имперската епоха по времето на император Максимиан, когато Медиоланум става столица на Западната Римска империя.
- Римски театър в Милано, построен в епохата на Август между края и началото на I век пр.н.е.
- Римски форум на Милано, т.е. главният площад на центъра на града от основаването на римския град през Републиканската епоха
- Римски амфитеатър в Милано, третата по големина структура от този тип в цялата империя след Колизея в Рим и Амфитеатъра в Капуа.[76]
- Римска арена в Милано, с различни и важни функции по времето, когато Медиоланум е столица на Западната Римска империя
- Римски императорски дворец в Милано, древна структура, построена от император Максимиан след около 291 г., когато Медиоланум става имперска столица
- Терми на Херкулес, издигнати между края на 3 век и началото на 4 век от император Максимиан
- Римски складове за дажби в Милано, които датират от епохата на Флавиите и до късния имперски период
- Императорски мавзолей „Сан Виторе ал Корпо“, древна римска постройка с кръгъл план, датираща от края на IV век, в която вероятно са се помещавали гробниците на Валентиниановата династия.
- Останки от римската Порта Тичинезе, по-точно част от една от двете кули, които са фланкирали вратата, както и някои домуси.
- Колони на Сан Лоренцо: 16 мраморни колони от около 7 м и половина, с коринтски капители, които поддържат антаблеман; идват от римски сгради, датиращи от II или III век, вероятно езически храм, разположен в района на сегашния площад „Санта Мария Белтраде“, и са транспортирани до сегашното им местоположение, за да завършат новопостроената базилика „Сан Лоренцо“. Те са най-известните римски находки в Милано.[77]
- Раннохристиянска архитектура на Милано:
  - Базилика „Сант Еусторджио“, вероятно е основана през IV век; пази реликвите на Тримата влъхви
  - Базилика „Сант Амброджо“, която днес представлява не само паметник от раннохристиянските и средновековните времена, но и фундаментална точка от историята на Милано и от Амвросианската църква
  - Базилика „Сан Надзаро ин Броло“, построена от Свети Амвросий Медиолански през IV век
  - Базилика „Сан Симпличано“, в чийто манастир се намира и Голямата обител
  - Базилика „Сан Лоренцо“, неколкократно преустройвана и видоизменяна във външните форми, почти напълно запазвайки примитивния план от Късната античност
  - Крипта на Сан Джовани ин Конка или останките от едноименната базилика, датираща от V-VI век, която е разрушена между 1948 и 1952 г.

- Къс участък от древните стени на Медиоланум от времето на император Максимиан, в двора на Градския археологически музей на Милано
- Руини от Римския театър на Милано в сутерена на Палат „Турати“ на Търговската камара на града
- Руини на Римския амфитеатър на Милано в Археологически парк „Антиквариум на Милано“
- Руини от Императорския дворец на Медиоланум от времето на император Максимиан на ул. Бриза.
- Една от двете странични кули на началните порти, от които са тръгвали колесниците на Римската арена в Милано, сега част от двора на Градския археологически музей на Милано
- Голяма вана, за която се предполага, че идва от Термите на Херкулес, днес използвана в Миланската катедрала като кръщелен купел.
- Руини от римската Порта Тичинезе
- Колонада на Сан Лоренцо
- Базилика „Сант Еусторджио“
- Базилика „Сант Амброджо“
- Базилика „Сан Надзаро ин Броло“
- Базилика „Сан Семпличано“
- Базилика „Сан Лоренцо“
- Останки от Крипта „Сан Джовани ин Конка“

### Природни зони
През последните години властите на Милано обещават да развият зелените му площи: планират да създадат двадесет нови градски парка и да разширят вече съществуващите и обявяват план за засаждане на 3 млн. дървета до 2030 г.
В града има три исторически градски парка:
- Обществени градини (Giardini pubblici), от 1784 г., днес кръстени на Индро Монтанели . Домакин на Природонаучния музей на Милано и на Миланския планетариум.
- Парк „Семпионе“ (Parco Sempione), от 1893 г. В английски стил, съдържа Наполеоновата арена, Градския аквариум на Милано, стоманена решетъчна панорамна кула, център за художествени изложби, Японската градина и Обществената библиотека.
- Парк „Равица“ (Parco Ravizza), от 1902 г.

Други градски паркове, които са средно големи и са построени през 20-21 век, са:
- Парк „Папа Йоан Павел II“ (Parco Giovanni Paolo II), бивш Парк на базиликите, от 1934 г.
- Парк „Луиджи Джузани“ (Parco Luigi Giusani), бивш Парк „Солари“, от 1935 г.
- Парк „Виторио Форментано“ (Parco Vittorio Fomentano), бивш Largo Marinai d'Italia, от 1969 г.
- Парк „Библиотека на дърветата“ (Parco Biblioteca degli Alberi), от 2018 г.

По-големи паркове, разположени извън застроената зона, са:
- Парк „Ламбро“ (Parco Lambro)
- Парк „Форлантини“ (Parco Forlantini), характеризира се с голямо езеро и няколко запазени колиби, които напомнят за земеделското минало на района.
- Парко деле Каве (Parco delle Cave)
- Боскоинчитà (Boscoincittà)
- Парк „Трено“ (Trenno Park).

Поради своята особеност заслужава да се отбележи Монте Стела (Monte Stella), известен и като „Малката планина на Сан Сиро“ (La Montagnetta di San Siro), получена от развалините на сградите, бомбардирани през Втората световна война.
В северната част на територията на общината се намира Северният парк (Parco Nord), с надобщински характер, т.е. споделен с други общини. Голяма част от територията, на изток, юг и запад, е включена в Селскостопанския парк „Южен Милано“ (Parco agricolo Sud Milano) – огромна натуралистична и селскостопанска зона, която заобикаля града от три страни. Добре запазени останки от Испанските стени могат да се видят по виале „Виторио Венето“ близо до Порта Венеция, където са в оригиналния си вид – този на оградена с дървета „променада“.
На изток от града, на Летище „Линате“, на територията на общините Сеграте и Пескиера Боромео, се намира Миланското Хидроскало – голям изкуствен воден басейн, изкопан през 1928 – 1930 г. за излитане и излитане на хидроплани, и превърнат през 1934 г. в зона за състезания и спортни дейности, и за обществено ползване за къпане. Много популярно през летните месеци и с обширна зелена площ, то често се определя като „морето на миланците". През цялата година районът се използва за морски спортни събития като гребане, моторни лодки или водни ски.

## Общество

### Административно деление
Днес Милано е най-големият италиански метрополис. С времето се разраства в концентрични пръстени, подчертани от околовръстните му пътища. От центъра се излъчват безброй улици, придавайки на града особена структура на паяжина. Гъста мрежа от пътища, магистрали, скоростни и железопътни линии го свързва със съседните региони и със съседните европейски държави. Започвайки от древното ядро, от римската епоха, разширяването на града се разпростира като горски пожар, давайки живот на концентрично нарастване: различните пояси подчертават последвалите разширения.
Административната община обхваща площ от 181,68 km².
Концентричното оформление на центъра на града отразява Навили (Navigli) – древна система от плавателни и взаимосвързани канали, сега предимно покрити. Предградията на града са се разширили главно на север, поглъщайки много общини по пътищата към Варезе, Комо, Леко и Бергамо.
Районите на Милано (на итал. Municipi), до 2016 г. наричани „зони“, са 9-те района/кметства (на итал.: municipi), на които е разделена общинската територия на Милано. Всеки район/кметство има свой председател и съвет.
Кметство 1 Исторически център: квартали Дуомо, Брера, Джардини Порта Венеция, Гуастала, Маджента-Сан Виторе, парк „Семпионе“, Виджентина (бул. Беатриче д'Есте), Тичинезе, Пагано и Сарпи.
Кметство 2 Централна гара, Горла, Туро, Греко, Крешендзаго: квартали Централна гара-Мост Севезо, Горла-Прекото, Адриано, Падова-Туро-Крешенджаго, Изола, Мачакини-Маджолина, Греко-Сеняно и Лорето-Казорето-Ноло.
Кметство 3 Порта Венеция, Студентски град (Читà Студи), Ламбрате: квартали Чимиано, Ротоле-Квартал Фелтре, Буенос Айрес-Порта Венеция-Порта Монфорте, Студентски град, Ламбрате-Ортика, Лорето и Парк Форланини-Кавриано.
Кметство 4 Порта Витория, Порта Романа, Форланини, Монлуè, Рогоредо: квартали Корсика, XXII Марцо, Умрия-Молизе-Калваирате, Ортомеркато, Талиедо-Морсенкио-Форланини, Монлу-Мост Лабро, Триулцо Супериоре, Рогоредо-Санта Джулия, Лоди-Корвето и Порта Романа.
Кметство 5 Порта Тичинезе, Порта Лудовика, Виджентино, Киаравале, Гратосольо: квартали Порта Виджентина-Порта Лудовика, Скало Романа, Киаравале, Моривионе, Виджентинп, Фатима, Куинтосоле, Ронкето деле Ране, Гратосольо, Мисиля-Тераце, Квартал Стадера, Квартал Киеза Роса-Торета, Конка Фалата, Тибалди, Парк Абацие, Парк Навили и Канталупа.
Кметство 6 Барона, Лорентеджо: квартали Тичинезе-Конкета, Монкуко-Сан Кристофоро, Барона, Канталупа, Ронкето сул Навильо-Лодовико ил Моло, Джамбелино, Порта Дженова, Банде Нере, Лорентеджо, Парк Навили и Вашингтон.
Кметство 7 Баджо, Де Анджели, Сан Сиро: квартали Порта Маджента, Муджано, Баджо-Квартал Олми-Квартал Валсезия, Форце Армате, Сан Сиро, Де Анджели-Монте Роза, Стадион-Хиподрум, Куарто Каниньо, Куинто Романо, Фиджино и Пагано.
Кметство 8 Порта Волта, Милански панаир, Галаратезе, Куарто Оджаро: квартали Тре Тори, Трено, Гаратезе-Сан Леонардо-Лампуняно, QT8, Лото-Милански панаир, Портело, Пагано, Сарпи, Кизолфа, Вилипицоне-Каньола-Болдинаско, Маджоре-Музоко-Чертоза, Кашина Мерлата, MIND-Кашина Триулца, Розерио, Стивънсън, Куарто Оджаро-Виалба-Музоко и Парк „Градска гора“.
Кметство 9 Комазина, Афори, Порта Нуова, Нигуарда, Бовиза, Фулвио Тести: квартали Порта Гарибалди-Порта Нуова, Изола, Нигуарда, Ка' Гранда-Прато Чентенаро-Фулвио Тести, Бикока, Бовиза, Фарини, Дергано, Афори, Бовизаска, Комазина, Бруцано, Парк Север, Мачакини-Маджолина и Греко.

### Демографска еволюция
Милано е столица на Регион Ломбардия, на едноименния метрополен град и е център на един от най-населените метрополни райони в Европа.
По време на обединението на Италия Милано е третата италианска община по брой жители след Неапол и Палермо. При преброяването от 1871 г. той е петият по големина град в Италия (след Неапол, Рим, Палермо и Торино). След Втората световна война е засегнат от очевиден миграционен поток от всички региони на Италия, достигайки своя максимум от 1 743 427 жители към 31 декември 1973 г.
Впоследствие районът на Милано преживява силен феномен на субурбанизация, предизвикан от преместването на много жители в общините на Метрополен град Милано. Население към 1 януари 2023 г. е 1 354 196 жители.
Заслужава да се отбележи драстичният спад на населението от 120 хил. души през 1628 г. на 64 хил. души през 1630 г. поради чумната епидемия.

### Чуждестранно население
Към 1 януари 2023 г. в Милано постоянно местожителство имат 261 277 чужди граждани, т.е. 19,2% от населението на града. Сред тях преобладават гражданите на Египет (39 890 души), Филипините (37 073 души) и Китай (32 464 души). В Милано живеят и 1263 български граждани. В данните не влизат нелегалните имигранти. 

В града има квартали с високо присъствие на чужденци, по-специално на китайската общност, установена от десетилетия в района между ул. „Каноника“ (близо до Бастионите на Порта Волта) и ул. „Паоло Сарпи“, вътрешна на бул. „Семпионе“, разговорно известен като Китайският квартал на Милано.
Имигрантското население се увеличава повече от два пъти през последните 15 години. След Втората световна война Милано преживя две основни вълни на имиграция: първата, датираща от 50-те до началото на 70-те години на XX век, вижда голям приток на мигранти от по-бедните и селски райони в Италия; вторият, започнал от края на 80-те години, се характеризира с преобладаването на имигранти, родени в чужбина. Ранният период съвпада с т. нар. Италианско икономическо чудо от следвоенните години – епоха на изключителен растеж, базиран на бърза промишлена експанзия и големи обществени поръчки, които довеждат в града голям приток от над 400 хил. души, главно от селските и слаборазвитите райони на Южна Италия. През последните три десетилетия делът на родените в чужбина от миланското население рязко нараства. Имигрантите идват главно от Африка (по-специално еритрейци, египтяни, мароканци, сенегалци и нигерийци) и бившите социалистически страни от Източна Европа (по-специално албанци, румънци, украинци, македонци, молдовци и руснаци), в допълнение към нарастващия брой на азиатци (по-специално китайци, шриланкийци и филипинци) и латиноамериканци (предимно южноамериканци). В началото на 90-те години Милано вече има население от родени в чужбина жители от приблизително 58 хил. души (или 4% от тогавашното население), което бързо нараства до над 117 хил. до края на десетилетието (около 9% от общия брой).

### Езици и диалекти
В Метрополен град Милано ломбардският език е сравнително широко разпространен в неговия милански диалектен вариант, който се простира до северната част на Провинция Павия. Миланският, наричан още „Менегѝно“ (Meneghino) от едноименната маска на град Милано, обикновено се смята за най-важната разновидност на ломбардския език по традиция и литература, като първите исторически свидетелства датират от XIII век от писатели като Пиетро да Барсегапè и Бонвезин де ла Рива. През вековете миланският също успява да се утвърди сред населението като език на културата: чрез стихотворения, речници, списания и театрални произведения, които стават носители на многобройните социални проблеми на града и неговите жители. Сред авторите, допринесли най-много за миланската литературна панорама, заслужава да се споменат поетите Карло Порта, Делио Теса и Франко Лой, драматурзите Карло Бертолаци и Едоардо Феравила, и писателят Клето Ариги.
Миланският език няма правно признание (закон № 482 от 1999 г.) и не е обект на закрила от Италианската република, докато ломбардският език е неофициално признат с Препоръка № 928 от 7 октомври 1981 г. на Съвета на Европа. Настъпва забележимо сближаване на диалекта с италианския, особено през XX век, също поради придобиването на лексика от националния език (например scòla в сравнение с scoeura „училище“ и т.н.), феномен, който е напълно разбираем, ако се смята, че тези, които говорят милански диалект, обикновено говорят и италиански език.

### Религия
Най-разпространената религия в Милано е католическата. Той е седалище на Миланската архиепископия. Литургията се различава от типичната за по-голямата част от католическия свят по това, че Милано следва свой собствен обред, наречен Амвросиански обред, произлизащ от традицията, стратифицирана в миланската литургия. В древността има различни местни обреди, които постепенно са премахнати. Амвросианският обред оцелява и се установява през вековете както поради важността на седалището в Милано, така и поради това, че в момента на максимално уеднаквяване на литургията, т.е. по времето на Трентския събор, на папския престол е миланецът Пий IV. Друга причина за запазването на Амвросианския ритуал е фактът, че душа на събора е св. Карл Боромео, епископ на Милано и племенник на Пий IV.
Втората религиозна общност е мюсюлманската, която е и една от най-големите в Италия. Тя се събира в джамии като тази на бул. „Дженер“ и в тази в близкия град Сеграте, която обаче се намира на територията на Община Милано.
От известно време в Милано има места за поклонение на протестантите като Валденската църква на ул. „Франческо Сфорца“, Евангелската църква на Божиите асамблеи на ул. „Форце Армате“, както и на православните като румънската църква на ул. „Де Амичис“, православната църква на ул. „Джулини“, принадлежаща към Московската патриаршия, и Българската православна църква на ул. „Сант Антонио“ № 5.
Милано е дом и на втората по големина в Италия еврейска общност по отношение на брой вярващите, поне 7000 души, на второ място след еврейската общност в Рим. Еврейската синагога Hechal David u-Mordechai е построена от архитект Лука Белтрами през 1892 г.
Милано също така включва най-важната арменска общност в Италия, присъстваща както с Арменско-католическата църква, така и с Арменската апостолическа църква.
Сциентоложката общност също присъства от 1978 г. с главно седалище на ул. „Фулвио Тести“.

### Традиции и фолклор
Сред миланските традиции, заслужаващи внимание, е Амвросианският карнавал (Carnevale Ambrosiano) – годишно историческо и религиозно събитие, включващо град Милано, цялата архиепископия на Милано и териториите на някои съседни диоцеза, по време на които главни герои са, наред с други, миланските маски Менегино и Чека.
Друго ежегодно събитие е връчването на Златния Амвросин (Ambrogino d'oro) – официално име, с което обикновено се наричат отличията, присъждани от Община Милано, чието име е вдъхновено от свети Амвросий Медиолански, покровител на града.
Също така забележителни са Игрите на Сфорца (Giochi sforzeschi) – конференция, посветена на настолните и други игри, организирана в сътрудничество с Община Милано, които стартира през 1999 г.
Що се отнася до търговските събития, панаир „Синигалия“ – исторически битпазар, който се провежда всяка събота близо до Дарсена ди Порта Тичинезе, и Oh Bej! Oh Bej! – стар пазар, типичен за коледния период, който обикновено се провежда от 7 декември, деня на Свети Амвросий, до следващата неделя. Също така забележителен е Tredesin de Mars – традиционен милански фестивал, роден в чест на обявяването на християнството в града от Свети Варнава.

### Болници
Най-старата миланска болница, обслужваща целия град, от която има документирани следи, е Броло. Основана през 1158 г., 4 г. преди капитулацията на Фридрих Барбароса, тя функционира повече от три века. След 1456 г. тя отстъпва основната си роля на Ка' Гранда, която става, чрез включване на благотворителни дейности, завещания и дарения, една от най-важните милански институции. Древното име „Ка' Гранда" все още се носи от болницата Нигуарда, чието пълно име е Болница „Нигуарда Ка Гранда“, и от Миланската поликлиника, чието пълно име е Fondazione IRCCS Ca 'Granda Ospedale Maggiore Policlinico.
Здравната система на Милано, както тази на цяла Италия, не зависи от местните власти, а е отговорност на региона, който действа на територията чрез местните здравни власти. Официалният уебсайт на Регион Ломбардия изрежда 31 болници в Милано към юли 2018 г., включително публични и свързани, специализирани или общи болници, които покриват на 360 градуса патологиите, предвидени от националните протоколи. До тях често прибягват и пациенти от други региони. Сред болниците има няколко, които принадлежат към категорията на научните институти за хоспитализация и лечение, т. нар. IRCCS. Сред специализираните болници са Националният неврологичен институт „Карло Беста“, Фондацията на Националния институт по тумори „IRCCS“, Европейският институт по онкология, Ортопедичният институт „Гаетано Пини“ и Кардиологичният център „Монцино“, а сред многопрофилните болници най-важни са Оспедале Маджоре на Милано, Болница „Нигуарда Ка Гранда“, Болница „Фатебенефратели“ и Офталмологична болница и научен университетски институт „Сан Рафаеле“.

### Фондации и други
Наред с благотворителните грижи за болните, филантропията на Милано поема задачата с течение на времето да основава и подкрепя институции, които по-късно стават исторически и познати в социалната панорама на града за подпомагане на възрастни хора и деца без родителска грижа: Баджина (Baggina), Мартинит (Martinitt) и Стелине (Stelline). Характерно за трите инициативи е фактът, че бенефициентите трябва да практикуват или да научат занаят, за да запазят или създадат личното си достойнство в рамките на възможностите си. Многобройните инициативи за ограмотяване и за преподаване на изкуства и занаяти са свързани с тази тема, която намира много последователи сред славните герои на индустриализацията на града, състояла се през XIX век. Важна филантропска роля играе и Фондация „Карипло“.
Сред научните институции, базирани в Милано, са Ломбардската академия на науките и Институтът за литература, Астрономическата обсерватория „Брера“ и Ботаническата градина „Брера“, FAST- Федерацията на италианските научни и технически асоциации.
Милано е дом на множество организации за сътрудничество и за развитие, които имат правни или оперативни офиси в града и работят в международен план.

## Култура

### Училища
В Милано през учебната 2022/2023 г. има следният брой частни и държавни училища по типологии:
- 224 начални училища – 1 – 5 клас
- 126 средни училища – 6 – 8 клас
- 264 средни училища от втора степен – 9 – 12/13 клас, както следва: 148 лицея, 56 технически института, 49 професионални института и 18 други.

Някои от тях могат да се похвалят с вековна история, като Класическата гимназия „Чезаре Бекария“, първоначално основана през 1603 г. на пл. „Мисори“ от отците варнавити, и Класическата гимназия „Джузепе Парини“ – наследник на Кралска гимназия „Брера“, създадена през 1774 г. от Мария Терезия Австрийска в района на Брера. Възможно е да се посещават училища на английски, та френски (Лицей „Стендал“) или на немски език (Немско училище в Милано). В Академия „Театър Ла Скала“ задължителното обучение може да се комбинира с школа за класически балет.

### Университети
Тук са посочени висшите учебни заведения (със съответния им уебсайт), функциониращи към 1 януари 2023 г. в Милано:
Държавни
- Милански университет (Università degli Studi di Milano[113]): най-големият държавен университет в Милано и един от най-престижните италиански университети. Основан е през 1923 г. и централното му седалище е в ренесансовата сграда Ка Гранда, поръчана от херцога на Милано Франческо I Сфорца. Той е на върха в Италия по ангажимент към научните изследвания – има над 2100 преподаватели и изследователи, 31 катедри, 44 000 кв. м лаборатории, и е единственият италиански университет сред 23-те престижни институции, които съставляват LERU – Лигата на европейските изследователски университети.[114]
- Университет „Милано-Бикока“ (Università degli Studi di Milano-Bicocca[115]): създаден като „Втори университет на Милано“ през 1998 г. и преименуван през 1999 г. в опит да се освободи натискът върху пренаселения Милански университет, той е най-модерната висша образователна институция в града по отношение на науката и технологиите.
- Миланска политехника (Politecnico di Milano[116]): най-старият университет в града. Основан през 1863 г., със своите 46 420 студенти, записани за учебната 2020-2021 г.[117] той е най-големият технически университет в Италия.
- Академия за изящни изкуства „Брера“ (Accademia delle Belle Arti di Brera[118]): основана през 1776 г. от Мария Терезия Австрийска.
- Музикална консерватория „Джузепе Верди“ (Conservatorio di Musica «Giuseppe Verdi»[119]): основана през 1807 г. и е най-голямата консерватория в Италия.

Частни
- Католически университет на Светото сърце (Università Cattolica del Sacro Cuore[120]): най-големият католически университет в Европа и единственият италиански университет, който може да се похвали с национално измерение със своите пет кампуса: Милано, Пиаченца, Кремона, Бреша и Рим.[121]
- Университет по икономика и търговия „Луиджи Бокони“ (Università commerciale Luigi Bocconi[122]): създаден през 1902 г., класиран като най-добрият университет в Италия в своите области и като един от най-добрите в света. През 2022 г. QS World University Rankings го класира на 6-мо място в света и на 3-то място в Европа по бизнес и мениджмънт.[123] Сп. „Файненшъл Таймс“ го класира като 5-тото най-добро бизнес училище в Европа за 2021 г.[124] Нарежда се и като 4-тият най-добър едногодишен MBA курс в света според класацията на сп. „Форбс“ за 2019 г.[125]
- Кампус на Европейската школа по икономика (European School of Economics[126])
- Свободен университет по езици и комуникация IULM (Libera Università di Lingue e Comunicazione IULM[127]): основан през 1968 г. с името „Университетски институт за модерни езици“, превръщайки се в първият италиански университет, предлагащ курсове по Връзки с обществеността (от 80-те г.); по-късно става отправна точка и за бизнес комуникация, медии и реклама, писмен и устен превод, комуникация на пазарите на културата и изкуството, туризъм и мода.[128][129]
- Висш институт за езикови медиатори „Карло Бо“ (Istituto di Alti Studi SSML Carlo Bo[130]): основан през 1951 г. като Висша школа за писмени и устни преводачи.[131]
- Европейски институт по дизайн IED (Istituto Europeo di Design[132]): основан през 1966 г. в Милано и със седалища в 12 града по света.
- Академия „Домус“ (Domus Academy (DA)[133]): основана през 1882 г., предлага курсове по следдипломна квалификация. Включена като единственото следдипломно училище сред първите три най-добри училища по дизайн и сред първите 100 в света в раздела Art & Design на издание 2022 г. на престижната класация QS World University Rankings by Subject.[134]
- Европейска академия по изящни изкуства и медии (Accademia di belle arti europea e dei media ACME[135]): основана през 1996 г., е първата мултимедийна институция за висока култура в Италия с мултимедийна насока.[136]
- Нова художествена академия (NABA - Nuova Accademia di Belle Arti[137]): основана през 1980 г., най-голямата италианска частна академия.[138]
- Институт „Марангони“ (Istituto Marangoni[139]): основан през 1935 г., има общо 8 седалища по света. Предлага курсове по мода, дизайн и изкуства.
- Амвросиански папски институт за сакрална музика (Pontificio Istituto Ambrosiano di Musica Sacra[140]): основан от папа Пий X през 1910 г., а на 10 юли 1914 е обявен за папски и получава правомощията да присъжда академични степени.[141]
- Теологичен факултет на Северна Италия (Facoltà teologica dell'Italia settentrionale[142]): води началото си от Папския богословски факултет на Милано, издигнат от Лъв XIII на 15 ноември 1892 г. в Архиепископската семинария на Милано. През 1966 г. е преместен от Венегоно в Милано.[143]
- Институт SAE Милано – Школа по аудиоинженерство (SAE Institute Milano[144]): седалището в Милано, открито през 1996 г., е уникално в Италия и е част от глобална мрежа от над 50 кампуса в 26 държави.[145]
- Университет „Живот-Здраве Сан Рафаеле“ (Università Vita-Salute San Raffaele[146]): медицински университет, основан през 1996 г., свързан с Болница „Сан Рафаеле“.
- Университет „Хуманитас“ (Humanitas University[147]): учебна болница[148], основана през 2014 г., със седалище в Пиеве Емануеле.

В класацията за най-добри университети по света за 2023 г. QS World University Rankings 2023: Top global universities влизат Миланската политехника (139 позиция), Миланският университет (324 позиция), Университет „Живот-Здраве Сан Рафаеле“ (436 позиция), Католическият университет на Светото сърце (511-520 позиция) и Университет „Милано-Бикока“ (601-650 позиция).
- Ка Гранда – седалище на Миланския университет
- Университет „Милано-Бикока“
- Миланска политехника
- Католически университет на Светото сърце
- Университет „Бокони“
- Свободен университет по езици и комуникация IULM
- Художествена академия „Брера“
- Консерватория „Джузепе Верди“
- Университет „Живот-Здраве Сан Рафаеле“

### Библиотеки
Библиотечната традиция на Милано е отразена в трите му исторически библиотеки: Библиотека „Амброзиана“, Национална библиотека „Брайденсе“ и Библиотека „Тривулциана“, която съхранява известния Тривулцианов кодекс на Леонардо да Винчи. Амброзиана, основана през 1607 г. от кардинал Федерико Боромео, е първата библиотека в Италия, която е отворена и предоставена на обществеността; тя съхранява забележително наследство от илюстровани ръкописи и Атлантическия кодекс на Леонардо да Винчи. Брайденсе, поръчана през 1770 г. от Мария Терезия и открита през 1786 г., е предназначена да балансира голямото количество ръкописи на Амброзиана с големия брой печатни книги. През 1890 г. е създадена Централната общинска библиотека на Милано, основното седалище на библиотечната система на града, която е разделена на 24 седалища за заемане и четене, разпределени равномерно по цялата общинска територия.
Сред университетските библиотеки са Библиотека „Кампус Леонардо“ на Политехническия университет на Милано – най-важната научна библиотека в Италия, както и тази на Миланския университет, особено богата особено що се касае до факултетите по право, политически науки и хуманитарни науки, съдържаща приблизително 500 хил. тома. От голям интерес за историята на музиката и театъра е Библиотеката на консерваторията „Джузепе Верди“, създадена през 1807 г. от Наполеон Бонапарт, която се превръща в държавен музикален архив по време на Кралство Ломбардия-Венеция със задължението да предоставя копия на всички публикувани музикални произведения.

### Музеи
Милано притежава забележително художествено съкровище, разделено на няколко колекции. Градът е изключително важен център на изложби и културни дейности, с инициативи и учебни центрове, свързани с историята и науката. Пинакотека „Брера“ е най-известната художествена галерия в Милано и съхранява колекция с произведенията на най-важните художници на италианската и международната сцена от XIV до XX век. Най-старата миланска художествена галерия е Пинакотека „Амброзиана“, основана през XVII век от кардинал Федерико Боромео заедно с Библиотека „Амброзиана“.
Кралският дворец в Милано, заедно с Палацо дела Раджоне и Ротонда „Безана“, е основното място за временни изложби. Замъкът на Сфорците е дом на постоянни музеи като Музеят на античното изкуство (със Sala delle Asse от Леонардо да Винчи), Музеят на музикалните инструменти, Музеят на мебелите и дървените скулптури, Колекцията от приложни изкуства и Художествена галерия, която съхранява над 200 картини на италианската живопис от XIII до XVIII век.
Музеят на 20. век, който се помещава в двореца „Аренгарио“ и в съседния Кралски дворец, излага произведения на модерното изкуство от XX век, а тези от XIX век се помещават в неокласическата Кралска вила (Villa Reale) – сграда, пример за голяма елегантност, проектирана от Леополдо Полак. Триеналето на Милано, дом на изложби на произведения на модерното изкуство, заедно с Павилиона за съвременно изкуство в Милано формира местата за изложби на града за този вид изкуство.
Освен това съществува музейната верига от къщи-музеи на Милано, обединяваща четири исторически милански сгради: Музей „Багати Валсеки“, Къща-музей „Боски ди Стефано“, Вила „Неки Кампильо“ и Музей „Полди Пецоли“.
Археологическото наследство от праисторически времена до римската епоха е изложено главно в Градския археологически музей на Милано в руините от античната римска арена, както и в Антиквариума на Милано в парка на Римския амфитеатър, докато на християнството са посветени Епархийският музей и Големият музей на Миланската катедрала.
Научните музеи включват Националния музей на науката и технологиите, също известен с постоянната си експозиция за Леонардо да Винчи и подводницата Енрико Тоти, и Градския природонаучен музей – най-големият музей в италианската естествена история и един от най-важните природонаучни музеи в Европа. Налице са и Миланският планетариум, Астрономическата обсерватория „Брера“ и Миланският градски аквариум.
Градът е домакин на Центъра за документация за графичен дизайн AIAP, основан през 1945 г., за да запази и подобри материалите за графичен дизайн и визуална комуникация, и също така е конфигуриран като професионален изследователски център. В него се съхраняват повече от 70 хил. артефакта, предоставяни както на учени, така и на пътуващи изложби.

### Медии

#### Телевизия
Милано заедно с Рим и Торино е един от основните центрове за въвеждането на телевизията в Италия. Още през 1928-29 г. инж. Алесандро Банфи и инж. Серджо Бертолоти стартират тук първата италианска телевизионна лаборатория (електромеханика) в централата на EIAR (Ente Italiano Audizioni Radiofonici, бъдеща Rai) на бул. „Италия“ – опит, впоследствие продължен в Торино. През 1931 г. и 1933 г., по време на двете издания на Националната радиоизложба, която се провежда в града, на публиката са представени първите телевизионни експерименти в Италия (както механично, така и електронно сканиране). През следващите години, отново в Милано, компанията Маньети Марели, доста активна в областта на радиото, извършва добра работа по разработване и тестове под ръководството на проф. Франческо Векиачи от Миланската политехника, който стартира и курсове по електрокомуникации и по радиотехнологии в политехниката.
През 1947 г., по случай Миланския панаир RCA, Rai изпраща система за мобилна камера, която излъчва от различни места, включително от Ла Скала, давайки възможност на панаирната публика да присъства в специална аудитория. През 1951 г. от Милано тръгват демонстрационни предавания по случай Първия национален телевизионен конгрес, на който присъстват техници и индустриалци от много чужди страни.
През 1952 г. в Милано влиза в експлоатация новият производствен център на Rai на бул. „Семпионе“. Дебютът му е по случай Търговския панаир през 1952 г. През всичките дни на откриването на панаира са излъчвани многобройни предавания от различен тип, филми, документални филми, както и ежедневен новинарски бюлетин. Предадена е и първата папска благословия Urbi et Orbi.
През 1954 г. на пазара излизат първите устройства, произведени в Италия (обикновено 14- или 17-инчови), а витрината на националната индустрия е 19-ото Национално радио- и телевизионно изложение, което се провежда в Спортната палата на Милано. Всъщност италианската индустрия за електроника и радио и телевизия гравитира в по-голямата си част около Милано с историческите марки Маньети Марели, CGE, Алокио-Бакини, SAFAR, Джелозо и с нови имена като Брион-Бера и Мивар.
В италианската телевизионна сцена от първите години Милано има доминираща роля в сравнение с Рим и Торино. През 1954 г. около 400 души вече работят в телевизионните студия в града и около 85% от всички национални програми тръгват от там. Неговото господство е засегнато едва от февруари 1977 г. с въвеждането на цветната телевизия в Италия. През 70-те години се наблюдава и упадък на миланската електронна индустрия. 70-те години на 20. век обаче са и период на големи нововъведения в телевизионния сектор на Милано поради появата на свободната телевизия. През септември 1974 г. по кабел започва да излъчва частният телевизионен канал Телемиланокаво, който се представя като качествена услуга за новия престижен жилищен квартал Милано 2 на строителния предприемач Силвио Берлускони. Каналът е първото скромно ядро на бъдещата му телевизионна империя.
Милано е родното място на трите частни италиански телевизионни оператора, придобили национално значение: Canale 5, роден през 1978 г. като Телемилано и лансиран на национално ниво от сем. Берлускони през 1980 г., Italia 1, основан през 1982 г. от издателство Рускони, и Rete 4, основан през 1982 г. от издателство „Мондадори“. През 1984 г. компанията на Берлускони Фининвест вече държи тези три мрежи в ръцете си. Милано е централата и на най-важните телевизионни групи и частни канали в Италия: Медиасет, Скай Италия, Дискавъри Италия и ViacomCBS Networks Italia (днешен Парамаунт Глобал Италия).

#### Радио
Множество важни национални радиоразпространители са базирани в града: Радио 24, R101, Радио 105, Радио Диджей (в което е водила предавания известната в Италия българска диджейка Рене ла Булгара), Върджин Рейдио, RTL 102.5, Радио Монте Карло, Радио Италия, Радио RAI (с радио студията на бул. „Семпионе“) и седалището на Радио Дименсионе Суоно. Има и студия на местни/регионални оператори като Дискорадио, Радио Пополаре, Радио Ломбардия, Радио Репортер, Радио Милениум и RMC 2.

#### Преса
Към 2022 г. Милано е седалище на някои от най-важните национални вестници и периодични издания в Италия. Сред вестниците са Кориере дела Сера – първият най-продаван ежедневник в Италия, Соле 24 Оре – четвъртият най-продаван вестник, но първи сред икономическите вестници, Гадзета дело Спорт – най-продаваният спортен вестник в страната, вестниците Джорно, Фольо, Джорнале, Либеро, Веритà, Италия Оджи, финансовият таблоид Милано Финанца, модното списание Mf Fashion, списанието за безплатни обяви Секондамано и безплатният вестник Метро.
Сред седмичниците са списанията Панорама (най-продаваният седмичник в Италия за политика и икономика), католическото Фамилия Кристиана, женските Дона Модерна и Ки, новинарските Оджи, Дженте и Еуропео, модните Тустайл и Венити Феър, земеделското Тера е Вита, спортното Спортуийк (приложение на Гадзета дело Спорт), криминалното Кронака Вера и списанието за телевизия TV Соризи е Канцони.
Сред месечните издания са списанията Aлволанте (най-четеният автомобилен месечник в Италия), мъжките списания Фор Мен, Менс Хелт, Максим и Джи Кю, женските списания Бимбисани е бели, Козе ди Каза, Космополитън и Вог, научнопопулярните списания Фокус, Нютон и Айроне, списанията за градинарство Гардения и Джардинаджо, за кулинария Кучина Италиана, за архитектура и дизайн Казабела и Домус, за музика Музика е диски, Музика Джаз и Ролинг Стоун, за технологии и комуникации Челуларе Магазин (за мобилни телефони), Прима Комуникационе (информации и комуникации) и Линукс Магазин (за Линукс), на културна тематика Сипарио (театър, балет, опера, кино, телевизия и визуални изкуства), Библиотеке Оджи (най-важното списание за библиотечно дело в Италия) и Календарио дел Пополо (едно от най-дълго просъществувалите списания за култура в Италия), списанието на Каритас Скарп де тенис и списанието на ЛГБТ тематика Boy4boy.

#### Дискография
Най-важните звукозаписни компании са базирани в Милано, сред които Юнивърсъл Мюзик Италия, Уорнър Мюзик Италия и Сони Мюзик Италия.

### Изкуство
Милано има важен принос за развитието на историята на изкуството и в него се раждат някои модерни движения в изкуството.
Готиката в Милано е градска художествена проява от началото на втората половина на XIII век и първата половина на XV век, първоначално въведена на територията на Милано от цистерцианските монаси. Това е основният художествен език на обширната меценатска и самовъзхваляваща се програма на Висконти, господарите на Милано, чието господство над града обикновено се свързва с миланския готически период.
Също така забележително е изкуството от втората половина на Чинкуеченто (XVI  век), което се развива в Милано, както и навсякъде другаде, върху няколко направления и стилове, които могат да бъдат обобщени в Mаниеризма, изкуството на Контрареформацията и Kласицизма. Тези течения разделят художествената сцена на града, като често търпят взаимно влияние.
Благодарение на дейността на кардиналите Боромео и значението ѝ в италианските владения, първо испански, а след това австрийски, в периода между XVII и първата половина на XVIII век Милано изживява оживен художествен сезон. Тогава той приема ролята на движеща сила на Ломбардския барок, в който доминиращо течение е барокът в Милано. Заслужава да се отбележи и миланският неокласически сезон, който е сред най-важните в Италия и Европа. Започва от края на управлението на Мария Терезия Австрийска и продължава през последвалите Наполеоново Кралство Италия и Реставрацията: в този период Милано е главният герой на силен културен и икономически ренесанс, в който неокласицизмът е художествен стил доминираща и най-голяма изява.
Също така важна за историята на изкуството е Миланското либерти, тоест изявата на Ар нуво, който се разпространява в града между първите години на XX век и избухването на Първата световна война. В Милано стилът открива, благодарение на тясната връзка с необузданата индустриална буржоазия от онова време, плодородна почва за бързо развитие, което го вижда в диапазона на влиянията на френското флорално Ар нуво до немския Югендщил и еклектизъм.
Милано е люлката на някои модерни художествени движения. През февруари 1910 г. художниците Умберто Бочони, Карло Кара, Джакомо Бала, Джино Северини и Луиджи Русоло подписват „Манифест на художниците футуристи“ в Милано, а през април същата година „Технически манифест на футуристична живопис“, които допринасят, заедно с други манифести, подписани в други италиански градове, за основаването на художественото движение на Футуризма. Милано също дава началото на художественото движение Новеченто, което се ражда в града в края на 1922 г. благодарение на Марио Сирони, Акиле Фуни, Леонардо Дудревил, Анселмо Бучи, Джан Емилио Малерба, Пиетро Марусиг и Убалдо Опи.

### Театър и опера
В Милано има много театри (към 27 август 2023 г. на уеб сайта www.teatro.it са изредени 271) и всяка година се изнасят множество представления. Градът приветства театрални фигури от международно ниво като режисьорът Джорджо Щрелер (на когото е кръстен Театър „Щрелер“ и най-голямата зала на Малкия милански театър), актьорът и драматург Дарио Фо, нобелов лауреат за литература за 1997 г., и режисьорът и драматург Кармело Бене.
Миланските театри са разпръснати из целия град. Брера, нощният квартал par excellence, е домакин на три театъра, а други зали могат да бъдат намерени покрай оживени булеварди или скрити алеи, добре познати площади и децентрализирани улици. Сред драматичните театри са Малкият театър на Милано (Piccolo Teatro di Milano), основан веднага след войната от Паоло Граси и Джорджо Щрелер, който е най-старият автономен италиански театър. Други важни театри са Театър „Франко Паренти“, основан от Франко Паренти, Театър „Каркано“, режисиран дълги години от Габриеле Лавия, и Театър „Елфо Пучини“, който лансира актьора Габриеле Салваторес. Комедийните театри са Театър „Манцони“, Нов театър (Teatro Nuovo) и Театър „Сан Бабила“.
Операта в Милано е Театър „Ла Скала“, който е един от най-известните оперни театри в света и който е известен като „храм на операта". Той носи името си от църквата „Санта Мария ала Скала“, по-късно е разрушена, която на свой ред получава името си от своя основателка Беатриче Реджина дела Скала от веронската династия Скалиджери/Дела Скала. Другата зала, подходяща за опера, е новият Театър „Арчимболди“, който носи името си от Бикока дели Арчимболди – благородническа вила, построена през втората половина на XV век като провинциален дом на сем. Арчимболди.
Специално внимание заслужава и присъствието на престижни кабаретни клубове като Дзелиг (Zelig), който впоследствие дава живот на успешното италианско едноименно телевизионно шоу. Друго забележително място е Дерби (Derby), активно между 60-те и 70-те години на XX век, станало известно с многобройните дебютиращи артисти, които след което стават популярни лица в света на италианските музика, развлечения и кино.

### Кино
От 1996 г. се организира Миланският филмов фестивал с участието на международни игрални и късометражни филми. Той се провежда през септември в различни зали и открити пространства на града. Освен това през май 2000 г. стартира MIFF – Международният филмов фестивал в Милано, посветен на независимото международно кино. Победителите в наградите на MIFF се награждават с „Кон на Леонардо“.
Около май в Милано се провежда и MIX Milano Festival – международен ЛГБТ кино фестивал.
През пролетта Милано е домакин и на Фестивала на африканското, азиатското и латиноамериканското кино в Милано.
Други фестивали включват този, организиран от Италианската кинотека в Милано с име „Италианското кино, видяно от Милано“ (Il cinema italiano visto da Milano), изцяло фокусиран върху италианското кино и младите изгряващи национални автори. Фестивалът традиционно се провежда през февруари в Спацио „Обердан“ и в новия Интерактивен музей на киното (MIC).
В Милано през 2011 г. са заснети изцяло или частично 113 филма, през 2012 г. – 130, през 2013 г. – 180, през 2014 г. – 210 и през 2015 г. – 230 филма.

### Музика
Миланската оперна традиция, внесена от Венеция, започва в испанския двор по времето на Салон „Маргарита“, наречен така в чест на Маргарита Хабсбург-Австрийска и функциониращ от 1598 до 1708 г. Салонът е първата среда, посветена на операта в Милано. Издигнат като скромна структура във втория двор на Херцогския дворец (днешен Кралски дворец) в края на 16. век, салонът има голямо историческо и културно значение, понеже е първият постоянен градски театър, но преди всичко чрез него страстта към операта се разпространява из целия град. Впоследствие той е заменен от Кралския херцогски театър (Regio Ducal Teatro), основен театър на Милано от 1717 до 1776 г., последван от Театър „Ла Скала“: това поставя Милано на върха на световната музикална сцена.
Милано е дом на няколко симфонични оркестра, включително Филхармонията на Скала, Симфоничният оркестър „Джузепе Верди“, който свири в Аудиториума на Милано, и Оркестър „И Помериджи Музикали“, базиран в Театър „Дал Верме“. Градът също така е седалище на известната музикална консерватория „Джузепе Верди“. През цялата история Милано е основен център за музикална композиция: множество известни композитори и музиканти като Джозепе Каимо, Симон Бойло, Осте да Реджо, Джузепе Верди, Джулио Гати-Касаца, Паоло Керичи и Алис Едун, живели и работили в Милано. Той е и родното място на много съвременни ансамбли и групи, включително Камалеонти, Камерата Медиоланенсе, Ли Спиони, Dynamis Ensemble, Елио е ле Сторие Тезе, Кризма, Премиата Форнерия Маркони, Квартет „Четра“, Сторми Сикс и Ле Вибрациони.
През 2007 г. се провежда първото издание на Milano Jazzin' Festival (MJF) – лятно музикално събитие, посветено на джаз музиката, с концерти на изпълнители с международна слава, продължавайки традицията, която от 60-те и 70-те години насам е свидетел на раждането и след това затварянето на клубове като Jazz Power и Terminus. Събитието се провежда на Градската арена и е придружено от други обществени събития главно в района на Парк „Семпионе“.
Заслужава да се отбележи миланската песен, която е популярната музика с произход от Милано, изпълнявана на милански диалект. Според най-авторитетните историци на музиката популярната миланска песен може да бъде екстраполирана, за да се разграничи от ломбардската едва през 20 век, съвпадайки с първите песни на плодовитата двойка автори Алфредо Браки и Джовани Д’Анци. През 20. век авторите, които използват миланския диалект, за да пишат своите песни, са Енцо Яначи, Джорджо Габер, Нани Звампа и Дарио Фо, носител на Нобелова награда за литература през 1997 г.

### Мода и дизайн
Милано е широко смятан за световна столица в индустриалния дизайн, модата и архитектурата. През 50-те и 60-те години на 20. век, като основен индустриален център на Италия и един от най-динамичните градове в Европа, Милано се превръща в световна столица на дизайна и архитектурата. Има такава революционна промяна, че модният износ на Милано възлиза на 726 млн. щатски долара през 1952 г., а до 1955 г. тази цифра нараства до 72,5 млрд. щатски долара. Построени са модерни небостъргачи като Кула „Пирели“ и Торе Веласка, а в града се събират художници като Бруно Мунари, Лучо Фонтана, Енрико Кастелани и Пиеро Манцони. Днес Милано е все още особено известен със своята индустрия за висококачествени мебели и интериорен дизайн. Градът е дом на Миланския панаир – най-голямото постоянно търговско изложение в Европа и на Международния мебелен салон – един от най-престижните международни панаири за мебели и дизайн.
Милано също се смята за една от световните столици на модата заедно с Ню Йорк, Париж и Лондон. Той е синоним на италианската prêt-à-porter индустрия, тъй като много от най-известните италиански модни марки като Валентино, Гучи, Версаче, Прада, Армани и Долче & Габана имат седалище в града. Множество международни модни марки също имат магазини в Милано. Освен това два пъти годишно градът е домакин на Миланската седмица на модата – едно от най-важните събития в международната модна система. Главният престижен моден квартал на Милано – Куадрилатерато дела мода, е дом на най-престижните търговски улици на града (ул. „Монте Наполеоне“, ул. „Дела Спига“, ул. „Сант Андреа“, ул. „Манцони“ и бул. „Венеция“), в допълнение към Галерия „Виктор Емануил II“ – един от най-старите търговски центрове в света.

### Гастрономия
Много разнообразна поради приноса на заобикалящата я провинция, традициите на заобикалящия я район и различните чуждестранни доминации през вековете, миланската кухня днес запазва някои традиционни ястия, понякога „преразгледани“, за да се намали калоричността им, който навремето е доста висока. Характерно е продължителното готвене на слаб огън.
Обилното използване на масло, сметана и маскарпоне в миланската кухня не се харесва на Уго Фосколо, който иронично преименува Милано на „Панерополи“, от pànera, „крем, сметана“ на милански.
- Ризото по милански (Risotto alla milanese) – първо ястие, най-известното ястие от миланската кухня, ризото с шафран в многобройните му вариации (Джани Брера разказва за готвачка, способна да приготви 24 различни вида[194]).
- Минестрòне по милански (minestrone alla milanese) – първо ястие, вариант на минестроне, с картофи, целина, боб, зелен фасул, моркови, зеле, праз, тиквички и домати.
- Бузèка (busecca) или Шкембе по милански (trippa alla milanese) – зимно второ ястие, чорба с шкембе, боб, доматен сос, моркови и целина
- Касьола (Cassœula) – зимно второ ястие със зеле и свинско
- Котлет по милански (cotoletta alla milanese) – второ ястие, шницел от парче телешко филе с кост
- Смесен омлет по милански (fritto misto alla milanese) – самостоятелно ястие, пържени телешки карантии
- Мондегѝли (mondeghili) – второ ястие, говежди кюфтета
- Особуко (ossobuco) – второ ястие, парче говеждо, приготвяно по различни начини (придружава се от Ризото по милански)
- Рустин негаа (rustin negàa) – второ ястие, с телешки възелчета набрашнени и запечени в масло и бекон, след това смесени с бяло вино и варени в бульон на слаб огън
- Аспик (aspic) – лятно предястие, отт най-разнообразни съставки (парчета месо, плодове, зеленчуци, мариновани зеленчуци, сушени меса, риба, млечни продукти), но в желатин
- Барбаджàда (barbajada) – напитка на мода от първата половина на 19 век от шоколад, кафе, прясно мляко и захар
- Салата от нервети (insalata di nervetti) – предястие от телешки хрущяли
- Милански салам (salame Milano) – вид салам на базата на свинско, телешко, черен пипер и различни подправки, с характерна фина зърнеста структура
- Микèта (michetta) – традиционен местен хляб, често използван за сандвичи
- Панетòне (panatton на милански, panettone на итал.) – традиционен Коледен козунак със стафиди, ядки и захаросани плодове, популярен в Италия
- Карзèнца (Carsenza) – новогодишен сладкиш от ябълки, грозде, захар и масло
- Шарлоти по милански (Charlotte alla milanese) – торта от ябълкови резени, приготвени в бяло вино, захар и лимонова кора, към които се добавят стафиди и захаросани плодове: това тесто се поставя в подплата от стар хляб в характерна форма и се пече в фурна, и накрая се поръсва с ром
- Коломба паскуале, т.е. Великденска гълъбица (Colomba pasquale) – Великденски козунак, измислен в Милано през 1930-те г., популярен в Италия
- Пан дей морти (Pan dei morti) – сладкиш за Задушница (2 ноември), включва белтъци, натрошени бисквити, какао, сушени плодове и/или захаросани плодове и подправки
- Пан мейно (Pan meino) – малка сладка фокача, овкусена с бъзови цветчета
- Венециана (Veneziana) – десерт от квасено тесто, покрит със захарни зрънца и/или бадемова глазура. Голямата версия се приготвя особено по време на коледния период, подобно на Панетоне, докато единичната порция се консумира на закуска.
- Известните милански сирена са горгондзола (от едноименното село наблизо), маскарпоне, използвано в сладкарството, таледжо и куартироло.

- Минестроне по милански
- Бузека
- Касьола
- Котлет по милански
- Мондегили
- Особуко с ризото по милански
- Аспик
- Барбаджада
- Салата от нервети
- Микета
- Панетоне
- Велиденска гълъбица
- Пан дей морти
- Пан мейно
- Венециана

Древната гостилница „Багуто“ (Antica Trattoria Bagutto) в миланския квартал „Понте Ламбро“ е най-старият ресторант в Италия и вторият в Европа след Stiftskeller St. Peter в Залцбург. Отворена е преди 1284 г.
Към 1 януари 2023 г. в Милано има 125 Мишлен ресторанта, сред които петнадесет с 1 звезда, четири с 2 звезди и един с 3 звезди („Енрико Бартолини“ към Mudec).
Много исторически ресторанти и барове са разположени в кварталите Брера и Навили. Едно от най-старите оцелели кафенета в града – Кафене „Кофа“ (Caffè Cova) е открито през 1817 г. Общо в Милано към 2014 г. има 15 кафенета, барове и ресторанти, регистрирани сред историческите места на Италия, непрекъснато работещи поне от 70 години.

### Събития
От 1920 г. се провежда Миланският панаир (Fiera di Milano), считан за един от най-модерните и важни изложбени събития в Европа. Той се състои от два изложбени центъра: Фиерамилано (Fieramilano) от 38 хил. m² в район на границата между общините Ро и Перо, построен по дизайн на Масимилиано Фуксас и един от най-големите изложбени центрове в света, и Фиерамиланосити (Fieramilanocity) от 43 хил. m² в квартал Портело на община Милано, с павильони по дизайн на Марио Белини.
От 1 май до 31 октомври 2015 г. в Милано се провежда универсалното изложение Експо 2015 на тема „Изхранване на планетата, енергия за живот“. Цели да включи всичко, свързано с храненето, от образование за храната през сериозната липса на храна, която засяга много части на света, до проблемите, свързани с ГМО. В изданието участват 137 страни и то се радва на 22,2 млн. посетители. Още през 1906 г. в града се провежда Международното изложение, известно още като Международно изложение „Семпионе“. Избраната тема е тази за транспорта, за да отпразнува тунелът Симплон, открит през февруари 1905 г., от който изложението черпи името и вдъхновението си.
На 24 юни 2019 г. в централата на Международния олимпийски комитет в Лозана, Швейцария, Милано е обявен за победител в конкурса за място за провеждане на XXV Зимни олимпийски игри от 6 до 22 февруари 2026 г., което споделя с Кортина д'Ампецо и други ломбардски градове. Това е четвъртото издание на Олимпийските игри в Италия (третото от зимните) след Кортина д'Ампецо 1956, Рим 1960 и Торино 2006.
Други важни събития, организирани в Милано, са Международният мебелен салон (Salone Internazionale del Mobile) – най-важният панаир и място за срещи в световен мащаб за оператори в сектора на обзавеждането на дома, Салон „Фуори“ (Fuori Salone), провеждан едновременно с Мебелния салон и двата дефинират Миланската седмица на дизайна, Миланската седмица на модата, Международната туристическа борса (Borsa internazionale del turismo), Micam – най-важният панаир в света за заетите в обувния сектор, EICMA или Milan Motorcycle Show (Изложение за велосипеди и мотоциклети) – най-важното световно изложение за мотори на две колела, Bookcity – културна инициатива на Община Милано, посветена на книгите и литературата, и Панаирът на занаятите (Artigiano in Fiera), посветен на международното занаятчийство.
В първите десет дни на юни се провежда Празникът на Навильо (Festa del Naviglio). Той възниква около каналите Навили на Милано, откъдето получава името си. Има много улични сергии, където търговците предлагат своите стоки, най-вече храна или сладкиши. Фестивалът предвижда развлечения като улични изпълнители и артисти, които показват изкуството си пред обществеността. Той предлага музика на живо и завършва с парад.

## Демографска география

### Урбанистика
Градското планиране на Милано произхожда от съществените промени в историческото градско планиране, решено от първия общински общ план на града, одобрен през 1884 г. и известен като План на Беруто, с който градският център е центриран на Пиаца дел Дуомо, създавайки още един околовръстен път, сега известен като Външен околовръстен път. По този повод италианският инженер и архитект Чезаре Баруто казва: „Планът на нашия град много прилича на разрез на дърво: разширенията и концентричните слоеве могат да се видят много добре: това е много рационално растение, което има пример в природата“. 
От първото десетилетие на 2000-те г. градът е в процес на дълбоко обновление от архитектурна и градоустройствена гледна точка, с реализацията на множество проекти, целящи от една страна да преустроят цели райони и големи квартали (като проектът Бикока), а от друга да проектира своя имидж в Европа и по света (Фиерамилано, Проект CityLife и Проект Порта Нуова) благодарение и на важни международни конкурси, в които участват архитекти като Ренцо Пиано, Норман Фостър, Сезар Пели, Масимилиано Фуксас, Арата Исодзаки, Даниел Либескинд, Заха Хадид и Яу Мин Пей. През 2012 г. е завършена Кулата на Уникредит, която е построена като част от проекта Порта Нуова в рамките на Бизнес центъра на Милано. Със своите 231 м на върха тя е най-високият небостъргач в Италия.
- Милано през вековете
- Древният римски Милано (Mediolanum) насложен на модерния Милано. По-светлият правоъгълник в центъра, леко вдясно, представлява днешната Пиаца дел Дуомо, докато днешният Замък на Сфорците се намира в горния ляв ъгъл, точно извън трасето на римските стени на Милано.
- Милано по времето на Фридрих Барбароса
- Милано през 1573 г. по време на управлението на Филип II Испански
- План „Беруто“ – първият регулаторен план на Милано (1884), който предвижда урбанистичното развитие на града (обозначен в червено) отвъд Кръга на Навили и Испанските стени.

### Историческо деление на Милано
В древни времена Милано е разделен на шест сестиера и на тридесет контради – подразделения, датиращи поне от Средновековието, които изчезват през 1889 г. с първия регулаторен план на Милано – План „Беруто“. Те се простират до границите на съвременния Исторически център, който е ограничен от Кръга на Навили или по-скоро от трасето на средновековните стени на Милано, на които кръгът първоначално представлява защитен ров с вода.
Сестиерите носят името си от главните порти, които се отварят на градските стени, издигнати през Средновековието. След това всеки сестиер е разделен на пет контради. И сестиерите, и контрадите на Милано имат свои гербове. Знамената на сестиерите, на които е показан съответният герб, са носени по време на война от войските на Комуна Милано заедно с гонфалона на града.
- Герб на Сестиер „Порта Комазина“
- Герб на Сестиер „Порта Нуова“
- Герб на Сестиер „Порта Ориентале“
- Герб на Сестиер „Порта Романа“
- Герб на Сестиер „Порта Тичинезе“
- Герб на Сестиер „Порта Верчелина“

### Селски местности и ферми
Въпреки че общинският статут не предвижда местности с официален статут на подселища (на итал. frazione), в Милано има малки местности, които запазват своите селски характеристики. Те са идентифицирани от ISTAT, според който общинската територия включва местностите Белджойозо (Belgioioso), Ферма „Маландра“ (Cascina Malandra), Киаравале (Chiaravalle), Ферма „Киеза Роса“ (Cascina Chiesa Rossa), Фиджино (Figino), Ронкето деле Ране (Ronchetto delle Rane), Канталупа (Cantalupa), Ферма „Кашинета“ (Cascina Cascinetta), Ферма „Селванеско“ (Cascina Selvanesco), Ваяно Вале (Vaiano Valle) и Ферми „Гаскона“ и „Гаскончина“ (Cascine Gascona и Gasconcina).
Към 2010 г. в Милано са оцелели 100 ферми, 59 от които са част от общинска държавна собственост, като напр. Ферма „Торкиера“ (Cascina Torchiera), Ферма „Линтерно“ (Cascina Linterno), Ферма „Калдера“ (Cascina Caldera) и Ферма „Монтеробио“ (Cascina Monterobbio). Другите собственици са Голямата болница на Милано (Ospedale Maggiore), Aler (бивш Istituto Autonomo Case Popolari), курията или големи недвижими собственици. 18 са в руини, а другите намират приложение като библиотеки, зони за отдих, приемни центрове (за възрастни, за хора с увреждания или за наркозависими) или жилищни центрове.
13 ферми в сърцето на градската зона все още се управляват от наематели, според обичая на Милано, като действащи земеделски предприятия. Сред тях са Ферма „Кампи“ (Cascina Campi) в квартал Трено, Ферма „Парадизо“ (Cascina Paradiso) в квартал Муджано (коне и фураж), Ферма „Гаджоли“ (Cascina Gaggioli) на ул. Селванеско, Мелницата на мира (Mulino della Pace) в квартал Барона, Ферма „Бативако ала Барона“ (Battivacco alla Barona) – ориз, Ферма „Базмето ала Барона“ (Cascina Basmetto alla Barona) – ориз, Ферма „Кампацо“ (Cascina Campazzo) – мляко и Ферма „Нозедо“ (Cascina Nosedo) – мляко и млечни продукти. Също така на юг от квартал Барона се намират фермите Сан Марко (Cascina San Marco) и Сан Маркето (Cascina San Marchetto) от 17 век.

## Администрация

### Общинско управление
Първата форма на местно управление в Милано датира от римско време, когато през 49 г. пр.н.е. древният Медиоланум е издигнат от Юлий Цезар, в рамките на Lex Roscia, до статут на муниципиум. Създаването на съвременната Община Милано пък е през епохата на комуните – през 1117 г., когато за първи път е засвидетелствана дейността на консулите на Милано и на подест; длъжността на подеста продължава да съществува и в периода на господството на Висконти и впоследствие на Сфорца.
Подестът остава начело на общинската администрация на Милано до 1860 г., тоест до една година след анексирането на Ломбардия към Сардинското кралство (1859 г.) – събитие, което предшества Обединението на Италия (1861 г.). Закон № 3702 от 23 октомври 1859 г. (Закон Ратаци) на правителството на Савоя разширява пиемонтското законодателство до Ломбардия, което по-късно става италианско. Начело на общинската администрация е поставен кмет, тогава назначаван от Министерството на вътрешните работи по предложение на префекта.
През 1889 г. настъпва важна промяна: Кралският указ № 5921 от 10 февруари („Консолидиран текст на общинския и провинциалния закон“) въвежда избора на кмет от Общинския съвет за провинциалните столици и за градовете с повече от 10 хил. жители, включително Милано. От 1926 до 1945 г., по време на фашистката епоха, с обнародването на два от т. нар. фашистки закони (на итал. leggi fascistissime), а именно Закон № 237 от 4 февруари 1926 г. („Създаване на Подест и Общински съвет в общини с население, непревишаващо 5000 жители“) и на Кралския законодателен указ № 1910 от 3 септември 1926 г. („Разширяване на заповедта на Подеста до всички общини на кралството“), демократичните органи на общините са премахнати и всички функции, изпълнявани преди това от Кмета, от Градския съвет и от Общинския съвет са прехвърлени на подеста, който се назначава от правителството с кралски указ. Подестът е подпомаган от Общински съвет (на итал. Consulta municipale), който вместо това бива назначаван от Префекта.
С Освобождението на Италия от фашизма (1945 г.), въз основа на Законодателен указ № 111 от 4 април 1944 г. („Преходни правила за управление на общините и провинциите“), се възстановява длъжността „кмет“, като временно се възлага назначаването му на Националния комитет за освобождение (CLN). Впоследствие, благодарение на Законодателния лейтенантски указ № 1 от 7 януари 1946 г. („Възстановяване на общинските администрации на избирателна основа“), кметът отново се избира от Общинския съвет (на итал. Consiglio comunale): последният всъщност е възстановен със същата разпоредба заедно с Общинската комисия (на итал. Giunta comunale).
Със Закон № 81 от 25 март 1993 г. („Пряк избор на кмета, президента на провинцията, Общинския съвет и Провинциалния съвет“) е въведен пряк избор на кмета от гражданите. В същото време с тази разпоредба се променя още един важен аспект от общинската администрация: назначаването на Общинската комисия. Преди това той е бил избиран от Общинския съвет, а от 25 март 1993 г. е пряко назначаван от Кмета.
Относно продължителността на мандата, от 1859 г. до обнародването на законите от 1889 г. и 1896 г. кметът остава на поста си три години с възможност за подновяване. След утвърждаването на законодателните текстове от 1889 и 1896 г., по повод на които е постановено избирането му от Общинския съвет, мандатът на кмета е удължен на четири години. Подестът от фашисткия период, от друга страна, остава на поста си пет години с възможност за отстраняване от префекта или повторно потвърждаване след петте предварително установени години. От 1945 г. с повторното въвеждане на длъжността „кмет“ и избирането му от Общинския съвет се възстановява продължителността от четири години. През 1993 г. длъжността на кмета е потвърдена за четири години, а през 2000 г. със Законодателен указ № 267 от 18 август („Консолидиран закон за организацията на местните власти“) е удължен на пет години.

Законодателният орган на италианската община е Общинският съвет (Consiglio Comunale), който в градовете с над 1 млн. население се състои от 48 съветници, избирани на всеки пет години с пропорционална избирателна система едновременно с изборите за кмет. Председателката на Общинския съвет на Милано към 1 септември 2022 г. е Елена Бушеми (род. 1982 г.), представителка на Демократическата партия. Изпълнителният орган е Общинската комисия (Giunta Comunale), съставена от 12 съветника, които се назначават и председателстват от пряко избран кмет. Към 1 октомври 2022 г. кмет на Милано е Джузепе Сала (род. 1958 г.), независим, начело на лявоцентристки съюз начело с Демократическата партия.

Първото кметство на Милано е Старото бролето (Broletto Vecchio) – седалище на комуната до 1251 г., впоследствие разширено и трансформирано в Кралски дворец. След това следва Палацо дела Раджоне (наречен Ново бролето, Broletto Nuovo) на пл. „Мерканти“ – кметство от 1251 до 1786 г. По-късно седалище на кметство на Милано става Дворец „Карманьола“ (наречен „Най-ново бролето“, Broletto Nuovissimo) на ул. „Бролето“ – кметство от 1786 и 1861 г., когато общинските служби са преместени в Дворец „Марино“, където се намират и към 2022 г.

### Консулства
Към 2020 г. в Милано има 122 чуждестранни консулства (вкл. и българско), което го прави европейският град с най-много консулства и дори надминава Ню Йорк по брой консулства. Също така в Милано, в Палат „Стелине“, се намира един от двата офиса на представителството на Европейската комисия в Италия и един от двата информационни офиса за Италия на Европейския парламент.

### Побратимени градове
- Сан Паоло, Бразилия (1961)
- Лион, Франция (1967)
- Санкт Петербург, Германия (1967)
- Франкфурт на Майн, Германия (1969)
- Чикаго, САЩ (1973)
- Бирмингам, Великобритания (1974)
- Дакар, Сенегал (1974)
- Шанхай, Китай (1979)
- Осака, Япония (1981)
- Тел Авив, Израел (1997)
- Витлеем, Палестина (2000)
- Краков, Полша (2003)
- Торонто, Канада (2003)
- Мелбърн, Австралия (2004)
- Тегу, Южна Корея (2015)

### Присъединени към Милано общини
По времето на основаването на обитаемия си център Милано вероятно има площ от 12 хектара, които стават 60 хектара (0,6 km²) по време на Римската републиканска епоха и 100 хектара (1 km²) през Имперската епоха, когато Mediolanum става столица на Западната Римска империя. През лангобардския период градът надхвърля 200 хектара (2 km²), докато през Средновековието голяма част от обитаемия център остава затворен в рамките на Кръга на Навили, където се намират древните стени от 1156 г., с обща площ на града от 2,97 km². По това време районът около града е 8,32 km².

От 1560 до 1873 г. градът съвпада с района вътре в испанските стени на Милано. Така общината има площ от 9,67 km², докато с анексирането на община Корпи Санти през 1873 г. Милано увеличава площта си с 66,35 km², като по този начин достига обхват от 76,02 km²: с общините и свързаните с тях подселища, анексирани между 1918 и 1923 г., Милано поглъща още 105,75 km², като по този начин достига сегашната си площ от 181,76 km².
По времето на испанското господство на територията на днешния град Милано съществуват 48 общности: те са власти, формирани по общоприет обичай, с географски и юрисдикционни граници, които невинаги са добре дефинирани, и с често припокриване на компетенциите. Императрица Мария Терезия е тази, която въвежда ред по въпроса през 1757 г.: раждат се 41 общини, определени след това като „преброими“, подчинени на единни фискални разпоредби и с писмено законодателство, което еднозначно установява техните правомощия.
През 1841 г. император Фердинанд I, считайки данъчните приходи на някои малки общини в провинция Милано на Кралство Ломбария-Венеция за незадоволителни, ги слива с по-големи близки места, като по този начин се намаляват до 32 общини. С обединението на Италия през 1861 г. е приет Закон Ланца, насочен към по-нататъшното рационализиране на територията, делегиран на правителството: около 1869 г. се раждат 14 общини, след това определени като „административни“, регулирани от италианското законодателство и повече не следващи от Италианските държави преди Обединението.
Още по време на управлението на Наполеон Бонапарт в Кралство Италия е въведена широкообхватна административна реформа, която, изпреварвайки времето с повече от век, разширява Милано на площ, сравнима със сегашната. Този експеримент, по-късно отменен при завръщането на австрийците, включва 36 преброими общини. В сравнение с днешно Милано Наполеоновото е по-разширено на югоизток и по-малко на северозапад (деветте общини за „преброяване“, които не са част от Наполеоново Милано, но които принадлежат на днешно Милано, са Бруцано, Баджо, Асиано, Муджано, Виалба, Розерио, Касина Триулца, Фиджино и Куинто Романо). Четирите местности, участващи в Наполеоновия проект, но които днес не са част от община Милано, са Гранчино (днешна община Бучинаско), Линате (Пескиера Боромео), Поаско (Сан Донато Миланезе) и Редечезио (Сеграте).
И накрая, фашизмът през 1923 г., с по-малки намеси малко по-рано и след това, придава на Милано сегашната му конфигурация.

## Икономика
Милано, седалище на Италианската фондова борса, пета в Европа и девета в света, е главният финансов център и най-важният икономически център на Италия с доход на глава от населението през 2017 г. от около 46 хил. евро и с общ БВП от 39 млрд. евро.
По време на своята история Милано често предшества тенденциите в икономиката на полуострова: силно земеделие и широко разпространено занаятчийство с интензивна търговия чак от Средновековието и Ренесанса, експлоатация на водните ресурси и развитие на комуникациите в протоиндустриалния период, и смело разпространение на производствените дейности, дори и най-тежките, по време на индустриализацията, с особено внимание към банковите и финансовите дейности.
От втората половина на 20 век той предвижда процеса на третичност на националната икономика, като се фокусира върху все по-отчетливото преобладаване на напреднал третичен сектор в различни посоки, от традиционни до иновативни: финанси, национална и международна търговия, управление на компании, издателска дейност, индустриален дизайн, реклама, развлечения, научни изследвания, биотехнологии, информационни технологии, академични среди, мода, дизайн, издателска дейност, маркетингови компании и телевизионни медии.
В Милано има два бизнес квартала: Порта Нуова, в североизточната част на общината (в Кметство № 9 и Кметство № 2), и CityLife (в Кметство № 8) в северозападната част на общината, нов проект за развитие на града с площ от 900 акра (3,6 км2), проектиран от видните архитекти модернисти Заха Хадид, Даниел Либескинд и Арата Изодзаки.

## Инфраструктура и транспорт

### Пътища
Милано е важен пътен и автомагистрален възел, кръстовище на големия падански напречен коридор изток-запад (A4, Торино-Триест) с хребетовия коридор север-юг (A1 за Болоня, Флоренция, Рим и Неапол). Други магистрални артерии, които достигат до града, са A35 Бребеми за Бреша, A7 за Генуа и Магистралите на езерата – A8 за Варезе и A9 за Комо. Градът е заобиколен от европейските пътища E35, E62 и E64.
Магистралите са свързани помежду им чрез трите околовръстни пътя: Запад (A50), Изток (A51) и Север (A52) с обща дължина 74,4 км. Чрез добавяне на градския участък от магистрала А4 към трите околовръстни пътя се получава система от градски магистрали от над 100 км, която обгражда изцяло града.
Град Милано разполага с 6 места за магистрални такси:
- A4 към Торино: Бариера Милано Гизолфа
- A4 към Венеция: Бариера Милано Изток
- A8 към Варезе: Бариера Милано Север
- A7 към Генуа: Бариера Милано Запад
- A1 към Болоня: Бариера Милано Юг
- A51 към A1: Бариера Сесто Сан Джовани (от/към A4)

До Милано се стига по четири държавни пътя (SS): 9 през Емилия, 33 на Симплон, 36 на езерото Комо и на Сплуга и 494 Виджеванезе, и многобройни провинциални пътища. Много от тях в крайградските участъци придобиват характеристиките на скоростна магистрала (на итал. superstrada).

### Железопътен транспорт
Милано е важен център за пътнически и товарен железопътен трафик. До града се стига по някои от основните железопътни линии в Италия: Торино-Милано, Милано-Венеция, Милано-Генуа и Милано-Болоня. Той съставлява началната точка на двете алпийски линии Симплон (Домодосола-Милано) и Готард (Люцерн-Киасо) – дестинация на интензивен трафик на пътуващи от и до работното място. Милано се обслужва и от три високоскоростни линии: Торино-Милано, Милано-Болоня и Милано-Верона. От 1999 г. са гарантирани връзките до терминал 1 на летище „Милано-Малпенса“ чрез услугата Малпенса Експрес, която тръгва от гарите Милано Чентрале и Милано Кадорна. От 2016 г. е възможно да се стигне до двата терминала на летището с влак.
Милано Чентрàле, т.е. Централната ЖП гара на Милано, е главната гара на града. Tя е втората по големина италианска гара след Рома Термини по отношение на размера и обема на трафика, през нея минават около 600 влака на ден, има две линии на метрото и до нея е Passante Ferroviario – терминал на различните градски автобусни и трамвайни линии, и на автобусите до летищата. Гарата се използва всеки ден от над 320 хил. души, общо 120 млн. души годишно. Намира се на пл. „Дука д'Аоста“, в сърцето на града. Открита е през 1931 г., за да замени старата централна гара, която се е намирала на Площада на Републиката. Милано Чентрале е крайната станция на влаковете на дълги разстояния: Intercity, EuroCity и Frecciabianca, и на високоскоростните Frecciarossa, Frecciargento и Italo, както и на някои регионални влакове.

Други важни милански гари са Порта Гарибалди, Ламбрате и Рогоредо, посветени преди всичко на регионалния транспорт. Милано е център на регионалната мрежа на Ferrovie Nord Milano (днешна Gruppo FNM S.p.A.), чиято крайна спирка е на гара Кадорна.
Градът се обслужва от крайградска железопътна услуга (на итал. servizio ferroviario suburbano), т. нар. „S линии“, която гарантира чести връзки в зона с около 40 км радиус. Центърът на услугата е Миланската железопътна връзка (passante ferroviario) – тунел от 9 км, който пресича града от северозапад на югоизток и се състои от осем подземни железопътни станции, предлагащи множество точки за обмен с метрото и градския транспорт. Пасанте-то свързва линиите, идващи от северозапад (държавните Милано-Торино, Милано-Домодосола, и регионалните, управлявани от Ferrovie Nord за Асо и Сароно) с тези, идващи от изток и югоизточно (за Генуа, Болоня и Венеция), минавайки основно под градския център на град Милано.
Точка на обмен между крайградските и регионалните услуги са „гарите-врати“ Рогоредо, Ро Фиера и Пиолтело-Лимито. Други гари за обмен с регионалните са Ламбрате и Вилапицоне (от които в пиковите часове тръгват някои влакове през делничните дни към Бергамо, Аркуата Скривия и Пиаченца).
Гара Милано Змистаменто е най-голямата железопътна разпределителна гара в Италия.

### Летища
В околностите на Милано има три летища, предназначени за нормален граждански трафик: летище Милано-Малпенса и летище Милано-Линате, управлявани от SEA, и летище Бергамо-Орио ал Серио, управлявано от SACBO. Освен това в градската зона на северните предградия се намира малкото туристическо летище Бресо.
Като цяло летищната система на Милано има трафик от над 44 млн. пътници и приблизително 600 хил. тона стоки всяка година, и е втората в Италия по обем на пътниците. Според Assaeroporti през 2021 г. през летище Малпенса са минали 118 341 пътници, през Линате – 67 368 пътници и през Бергамо – 51 879 пътници.

### Градски обществен транспорт
Градският обществен транспорт се управлява от Миланската транспортна компания (ATM) и обслужва нашироко града и голяма част от Метрополен град Милано.

#### Метро
Към 1 август 2023 г. Миланското метро има пет линии:
- M1 (Червена линия) Сесто FS - Ро Фиера Милано/Бишелие, открита през 1964 г.
- М2 (Зелена линия) пл. Абиатеграсо/Асаго - Джесате/Колоньо, открита през 1969 г.
- М3 (Жълта линия) Сан Донато – Комазина, открита през 1990 г.
- М4 (Синя линия) Летище Линате - Сан Бабила, открита през 2023 г.[231]
- М5 (Лилава линия) Бинями - Стадион „Сан Сиро“, открита през 2013 г.

Към май 2023 г. метрото има 119 станции и се простира на 102 км, към които се добавя Миланската ЖП линия на име Пасàнте феровиàрио (с линии S1, S2, S5, S6 и S13 и шест станции в градската зона), с дължина от 13 км. Мрежата на метрото в Милано е първата в Италия по обхват.

#### Наземен обществен транспорт
Линиите на наземния обществен транспорт се състоят от 18 трамвайни линии (от които две крайградски – 15 (Роцано) и 31 (Чинизело Балсамо), както и междуградска трамвайна линия), 4 тролейбусни линии, две от които са околовръстни, както и множество автобусни линии. Има също така превозно средство (от типа people mover), което свързва гара Кашина Гоба с болница „Сан Рафаеле“.
Трамваят е от особено историческо значение в града: наред с по-модерните Sirio и Eurotram има и по-стари коли – част от историята на трамвайната мрежа на Милано. Сред тях са добре познатите Ventotto (или Carrelli) – трамвайни вагони, произведени между 1928 и 1930 г.: в непрекъсната експлоатация повече от 18 год., сега те са един от символите на Милано.
Съществува и нощна мрежа от наземен градски транспорт (автобуси и тролейбуси), работещ през уикендите, празниците или при важни събития.

### Велоалеи и bike sharing
Милано разполага с 255 км мрежа от велоалеи, 35 км от които са изградени по време на извънредната здравна ситуация с пандемията от COVID-19 през 2020 г. Съществуват няколко системи за споделяне на велосипеди, като системата BikeMi и др., както и системи за споделяне на електрически тротинетки (6000 превозни средства през 2021 г.). Още през 2011 г. градът е първи в Италия и пети в Европа, след Париж, Лондон, Барселона и Лион, а към февруари 2013 г. осми в света в услугата за споделяне на велосипеди; към март 2021 г. Милано разполага с 320 велостанции и флот, който включва 4280 велосипеда със самостоятелно каране и 1150 с помощно, както и 150 с детска седалка.

### Car sharing
Към януари 2014 г. Милано е първият град в Италия и Европа за споделяне на автомобили по отношение на населението, с 60 000 абонати и почти 1500 автомобила, управлявани от четири частни компании, които в бъдеще ще нараснат до шест.

## Спорт

### Общи характеристики
Най-известните футболни отбори на Милано са ФК „Интер“ и АК „Милан“ – единствените два европейски футболни отбора от един и същи град, печелили Купата на Европа/Шампионската лига. Милан е домакин на някои мачове от Световното първенство през 1934 г. и 1990 г. (включително откриващия мач) и от Европейското първенство през 1980 г., както и на четири финала на Европейската купа/Шампионска лига (през 1965, 1970, 2001 и 2016 г.), четири финала на Купата на УЕФА/Лига Европа (1991, 1994, 1995 и 1997 г.) и четири финала на Междуконтиненталната купа, когато е предвидена формулата за двоен финал (1963, 1964, 1965 и 1969 г.).

Градът е удостоен с титлата Европейска столица на спорта за 2009 г.
Милано е един от градовете домакини на Евробаскет 2022. В момента в Милано има четири професионални клуба на Италианската баскетболна лига: Олимпия Милано, Палаканестро Милано 1958, Баскетболно дружество на Милано и ASSI Милано. Олимпия е най-титулуваният баскетболен клуб в Италия, като печели 27 шампионата на Италианската лига, шест Национални купи на Италия, една Суперкупа на Италия, три купи на европейски шампиони, една Междуконтинентална купа на FIBA, три купи на FIBA Сапорта, две купи на FIBA Корач и много титли за юноши. Отборът играе на Медиоланум Форум с капацитет от 12 700, където е домакин на финала на Евролигата 2013–14. В някои случаи отборът играе и в Паладезио с капацитет от 6700 души.

Милано също е дом на най-стария италиански отбор по американски футбол: Rhinos Milano, който печели пет италиански Супербоула. Отборът играе на Велодрум „Вигорели“ с капацитет от 8000 души. Друг отбор по американски футбол, който използва същото място, е Seamen Milano, който ще се присъедини към професионалната Европейска футболна лига през 2023 г. 
Милано също има два отбора по крикет: Милано Фиори, който в момента се състезава във втора дивизия, и Кингсгроув Милан, който спечели шампионата на Серия А през 2014 г.
Amatori Rugby Milano, най-титулуваният отбор по ръгби в Италия, е основан в Милано през 1927 г.
Пистата „Монца“ на Формула 1 се намира близо до града, в крайградски парк. Това е една от най-старите писти за автомобилни състезания в света. Капацитетът за състезанията на Формула 1 в момента е над 113 000. Тя домакин на състезание от Формула 1 почти всяка година от първата година на състезанията с изключение на 1980 г.
В шосейното колоездене Милано е домакин на старта на годишното класическо еднодневно състезание Милано–Сан Ремо и годишното еднодневно състезание Милано–Торино. Милано е и традиционният финал за последния етап от Обиколката на Италия, който, заедно с Обиколката на Франция и Обиколката на Испания, е един от трите големи обиколки на колоезденето.
Милано е домакин на мачове от Световното първенство по футбол през 1934 и 1990 г. и на Европейското първенство на УЕФА през 1980 г., на Световното първенство по гребане през 2003 г., на Световното първенство по бокс през 2009 г. и на някои мачове от Световното първенство по волейбол за мъже през 2010 г. и на финала на игрите от Световното първенство по волейбол за жени през 2014 г. През 2018 г. Милано е домакин на Световното първенство по фигурно пързаляне. Благодарение на номинацията, получена на 24 юни 2019 г. в Лозана, Милано, заедно с Кортина д'Ампецо, ще бъде домакин на XXV Зимни олимпийски игри през 2026 г. Това е четвъртото издание на Олимпийските игри, които ще се проведат в Италия (третотот от зимните) след Кортина д'Ампецо 1956, Рим 1960 и Торино 2006.

### Основни спортни дружества
Основните спортни дружества в Милано са:
- Интер (футбол)
- Милан (футбол)
- Палаканестро Олимпия Милано (баскетбол)
- Урания Баскет Милано (баскетбол)
- Ринос Милано (американски футбол)
- Сиймен Милано (американски футбол)
- Пауърволей Милано (волейбол)
- Хокей клуб Милано Беърс (хокей на лед)
- A.S. Ръгби Милано (ръгби)
- Хокей клуб Милано 24 (хокей in-line)

### Спортни съоръжения
Структурите за практикуване на спорт (фитнес зали, игрища и тренировъчни игрища, многофункционални спортни центрове) са разпределени в целия град, с естествено ограничение в историческия му център.
Най-важните спортни съоръжения в Милано са:
- Стадион „Джузепе Меаца“ – футбол
- Градска арена „Джани Брера“ (Arena Civica Gianni Brera) – лека атлетика, ръгби с 15 играча и футбол
- Спортен център „Саини“ (Centro Sportivo Saini) – американски футбол, бейзбол, синхронно плуване и водна топка
- Хиподрум за галопиране „Сан Сиро“ (Ippodromo del galoppo di San Siro) – конни надбягвания
- Миланско лидо (Lido di Milano) – тенис, футзал, кънки, миниголф и плуване
- Палалидо (PalaLido) – баскетбол и волейбол
- Басейн „Коци“ (Piscina Cozzi) – водни спортове
- Басейн „Романо“ (Piscina Romano) – водни спортове
- Сферодрум на ул. Палермо (Sferisterio di via Palermo) – различни спортове
- Заледен стадион „Агора“ (Stadio del ghiaccio Agorà) – хокей на лед
- Велодрум Маспес-Вигорели (Velodromo Maspes-Vigorelli) – американски футбол, колоездене и хокей на трева

## Обяснителни бележки
1. ↑  Етимологията на Алчато е съзнателно пресилена.
2. ↑  Гонфалон е хералдически флаг с правоъгълна форма, винаги завършващ с няколко ленти, знамена или ивици.
3. ↑  Традиция, идваща от Галвано Фиама (14 век), гласи, че този герб идва от изображението върху шлема и щита на сарацин, убит от Отоне Висконти по време на Първия кръстоносен поход. Това обаче е малко вероятна история, както и другата информация на този историк за участието на ломбардците в Първия кръстоносен поход.(Giancarlo Andenna, Deus non voluit: i Lombardi alla prima crociata (1100-1101). Dal mito alla ricostruzione della realtà. Atti del Convegno Milano, 11-11 dicembre 1999, Milano, Vita e Pensiero, 2003, ISBN 88-343-0799-2, особено с. 233-234). Друг мит приписва произхода на символа на подобен сблъсък между Ерипрандо Висконти и германски рицар през 1034 г. Първото сигурно потвърждение на символа е през 1226 г., когато е изобразен на пасторала, „украсен с усойници от слонова кост“, от Арденго Висконти, абат на манастира Сант Амброджо (Romussi 1927, vol. II, с. 245). Друга история, малко вероятна поради анахронизъм, е докладвана от Франческо Петрарка: символът е възприет от Ацо Висконти, в чийто шлем влиза змията, докато си почива, но излиза, когато го носи, с широко отворена уста, но без да го ухапе. Андена (цит. съч.) вярва, че произхожда от епископските символи, изобразяващи морско чудовище, което поглъща пророка Иона, символ на възкресението.
4. ↑  Добавянето на златната корона е позволено през 1336 г. на Бруцио Висконти от Херцозите на Австрия (Romussi, цит. съч.).
5. ↑  В много исторически епохи седалището на политическата власт е бил Замъкът на Сфорците, защитаван от мощни кули и силно отделен от града.
6. ↑  Засяга още общините Бресо, Кузано Маланино, Кормано, Чинизело Балсамо и Сесто Сан Джовани.
7. ↑  Декрет на Франческо Сфорца (1 април) за строежа на новата болница от Филарете, Enciclopedia di Milano.
8. ↑  RAI подновява първите си телевизионни дейности едва през есента на 1949 г. с експериментални предавания от Торино, извършени с оборудване, закупено от Дженерал Илектрик (с 625 линии) и от "Television Francais" (с 819 линии),
9. ↑  В зависимост от разглежданите текстове се намират определения като „Барок в Милано“, както и формулировката „Милански барок“. Използваният термин обаче не бива да кара да се смята художественият сезон за второстепенен или за липса на художествена школа в града. Всъщност стилът започва от Милано и след това се разпространява равномерно в цяла Ломбардия: поради тази причина формулировката „Ломбардски барок“ се счита за по-правилна за характеризиране на местната художествена школа, като по този начин се говори за „Барок в Милано“
10. ↑  По този повод през 1809 г. Леополдо Чиконя, директор на Академията за изящно изкуство във Венеция, пише: „...Милано е толкова превъзходен по отношение на художници и продукция, че без извънредни средства никога няма да може да му бъде адекватен който и да е град в кралството", вж. предходната бел.
11. ↑  С пускането на Fieramilano Фондация „Фиера Милано“ намалява историческото присъствие на панаира в града, давайки на CityLife две трети от миланския изложбен център, равен на 255 000 кв.м, с международен конкурс, който довежда до реализацията на важен проект на градското преустройство.
12. ↑  Общинският съвет на Милано се състои от кмета и 48 съветници. Свиква се и се ръководи от Председателя на Общинския съвет и изпълнява функциите си 5 години; определя политико-административната насока на Общината и контролира нейното изпълнение. Съветът е призван да одобрява или отхвърля предложения, инициативи и проекти, представени от кмета, съвета или отделни съветници, или такива, за които има специфична компетентност: програми и проекти за благоустройство, установяване и нареждане на данъци, общи правила за ползване на стоки и услуги, бюджет и отчет. Той приема основните актове, предоставени от закона в неговата компетентност: устава на общината, правилника, общите критерии за организацията на службите и услугите. Той избира Бюрото, Съвета на поръчителите и Съвета на одиторите. Източник: Comune di Milano: Il Consiglio Comunale, посетен на 1 септември 2022 г.
13. ↑  Общинската комисия се състои от кмета, който го председателства, и от определен брой съветници в максималния законов състав, включително от определения от него заместник-кмет. Комисията си сътрудничи с кмета в управлението на общината и работи чрез колективни решения; сътрудничи на кмета при изпълнението на общите и политико-административните насоки на Съвета, като приема квалификационните актове в тази връзка, докладва ежегодно на Съвета за дейността си и извършва предложения и импулсни дейности за това. Източник: Comune di Milano: La Giunta, посетен на 1 септември 2022 г.
14. ↑  Корпи Санти е името, използвано за обозначаване до около 19 век на ивицата територия на извънградските предградия на повечето ломбардски и пиемонтски градове. В териториите, подчинени на Австрийските Хабсбурги, включително Милано, общата реформа на държавата от 1755 г. променя името на „Селски общини“, но старото име остава в обща употреба.
15. ↑  Най-старият трамваен вагон в Милано, преди 1918 г., се намира в Музея на комуникациите в Кормано.

## Библиографски бележки
1. ↑  Superficie di Comuni Province e Regioni italiane al 9 ottobre 2011 //   Национален статистически институт. Посетен на 16 март 2019 г.
2. ↑  it-ch.topographic-map.com
3. ↑  demo.istat.it
4. 1 2 3  Tutt'Italia.it. Comune di Milano //   Посетен на 2024-3-30.
5. ↑  Regione Lombardia //   Посетен на 2023-7-28.
6. ↑  Shaw, Catherine. Milan, the 'world's design capital', takes steps to attract visitors year-round //  South China Morning Post.   17 July 2016.  Архивиран от оригинала на 16 October 2017. Посетен на 15 October 2017.
7. ↑  Fashion //   The Global Language Monitor.  Архивиран от оригинала на 2011-06-03. Посетен на 1 June 2011.
8. ↑  Milan, Italy | frog //   Frogdesign.com. Посетен на 1 June 2011.
9. ↑  Milan Furniture Fair //   Monocle.com.  Архивиран от оригинала на 2012-07-13. Посетен на 10 July 2012.
10. ↑  Città più visitate al mondo, da Istanbul a Bangkok: il turismo non mente //   2022-3-4. Посетен на 2022-7-29.
11. ↑  London and New York are the most connected cities in the world – new data shows //    Архивиран от оригинала на 2023-10-01. Посетен на 2022-4-10.
12. ↑  Milano sempre più meta turistica, anche nel 2018 sono cresciuti i visitatori: il 16% è cinese //  MilanoToday.   Посетен на 2021-04-23. (на италиански)
13. ↑  Milano, inarrestabile boom di turisti: nel 2018 sfiorano il tetto dei 10 milioni //  MilanoToday.   Посетен на 2021-04-23. (на италиански)
14. ↑  Guida Michelin 2016: ristoranti stellati in Lombardia //    Архивиран от оригинала на 2016-05-02. Посетен на 7 May 2016.
15. ↑  Lausanne To Host Vote For Winning 2026 Winter Olympic Bid Instead of Milan After Italy Enters Race //   GamesBids.
16. ↑  IOC To Move Up 2026 Olympic Bid Vote Three Months, Now June 2019 //   GamesBids.
17. ↑  Winter Olympics: Italy's Milan-Cortina bid chosen as host for the 2026 Games //   BBC.
18. 1 2  Comuni limitrofi a Milano //   Посетен на 2022-7-29.
19. ↑  Storia di Milano. Т. I.   Milano, Fondazione Treccani degli Alfieri.
20. ↑  Felice Poggi, Idrografia nei dintorni di Milano nell'era romana, Milano, 1911.
21. ↑  La salute dei milanesi a rischio per la pessima aria //  Milano Today.   03 febbraio 2022. Посетен на 31 юли 2022 г.
22. ↑  Extreme temperatures around the world //   www.mherrera.org. Посетен на 31 юли 2022 г.
23. ↑  Clima - Italia. Temperatura, pioggia, tempo prevalente, quando andare, come vestirsi //   Climi e Viaggi. Посетен на 31 юли 2022 г.
24. ↑  Mediolanum-Milano //   Посетен на 2022-7-31.
25. ↑  Maria Grazia Tibiletti Bruno, "Nuove iscrizioni epicoriche a Milano", in: Scritti in ricordo di Graziella Massari Gaballo e di Umberto Tocchetti Pollini, Milano 1986, с. 99-109 надписът е на стр. 100); ; възпроизвеждане на надписа с транскрипция може да се види онлайн в материалите, които David Stifter представя на конференцията Celtic Spring in Copenhagen (23-25 май 2012 г.):
26. ↑  Vittore Pisani, Le lingue dell'Italia antica oltre il latino, Torino, Rosenberg & Sellier 1964, p. 331
27. 1 2  David Stifter, "Keltische Schriftsysteme", Historische Sprachforschung 128, X–XX, 2015 [2016] с. 33-56 (с. 50)
28. ↑  Ambrogio, Renzo. Nomi d'Italia : origine e significato dei nomi geografici e di tutti i comuni.   Novara, Istituto geografico De Agostini, 2009. ISBN 978-88-511-1412-1. с. 385.
29. ↑  L. Cracco Ruggini, Milano da "metropoli" degli Insubri a capitale d'Impero: una vicenda di mille anni, в Catalogo della Mostra "Milano capitale dell'Impero romani (286-402 d.C.)", a cura di Gemma Sena Chiesa, Milano 1990, с.17.
30. ↑  Studia ambrosiana. Annali dell'Accademia di Sant'Ambrogio.   Bulzoni.
31. ↑  Maria Grazia Tolfo. Il Sestiere di Porta Romana //   Посетен на 2022-7-31.
32. ↑  Zona Centro Storico – Il Cerchio Celtico //   Посетен на 2022-7-31.
33. ↑  L. Cracco Ruggini, Milano da "metropoli" degli Insubri a capitale d'Impero: una vicenda di mille anni, в Catalogo della Mostra "Milano capitale dell'Impero romani (286-402 d.C.)", a cura di Gemma Sena Chiesa, Milano 1990, с.17.
34. ↑  Le 10 epoche della storia d'Italia antica e moderna. Т. 1.   Rusconi.
35. ↑  Maria Grazia Tolfo. Medhelan, il santuario dei Celti Insubri //   Посетен на 2022-7-31.
36. ↑  La langue gauloise: grammaire, textes et glossaire.   Paris, Klincksieck.
37. ↑  Introduzione alla linguistica indeuropea.   Milano, Unicopli.
38. ↑  Wise, Hilary. The vocabulary of modern French origins, structure and function.   London, Routledge, 1997. ISBN 0-203-42979-6. с. 39.
39. ↑  Michell, John. The sacred center: the ancient art of locating sanctuaries.   Rochester, Vt., Inner Traditions, 2009. ISBN 978-1-59477-284-9. с. 32.
40. ↑  Charles Rostaing, Les Noms de lieux, PUF, coll. Que sais-je?, Parigi, 1969.
41. ↑  Bituricis vervex, Heduis dat sucula signum.
42. ↑  Laniger huic signum sus est, animálque biforme, Acribus hinc setis, lanitio inde levi.
43. ↑  Alciato, Emblemata, Emblema II //   Emblems.arts.gla.ac.uk. Посетен на 13 March 2009.
44. ↑  Claudio Beretta, Letteratura dialettale milanese: itinerario antologico-critico, Milano, Hoepli, 2003
45. ↑  Carlo Maria Maggi, Le Rime Milanesi (a cura di Dante Isella), Milano, Garzanti, 2006.
46. ↑  Carlo Antonio Tanzi, Rime Milanesi (a cura di Renato Martinoni), Modena, Ugo Guanda Editore, 2016.
47. ↑  Charles Rostaing, Les Noms de lieux, PUF, coll. Que sais-je?, Parigi, 1969.
48. ↑  Milan - story of a business capital of Europe //  Italian Business Tips.   Посетен на 2021-10-27. (на американски английски)
49. ↑  Milan | History, Population, Climate, & Facts //  Encyclopedia Britannica.   Посетен на 2021-10-27. (на английски)
50. ↑  Statuto del Comune di Milano Архив на оригинала от 2021-08-30 в Wayback Machine., на download.comune.milano.it. URL посетен на 15 ноември 2017 г.
51. 1 2  Insegne e simboli. Araldica pubblica e privata, medievale e moderna (sezione III) //    Архивиран от оригинала на 2021-08-30. Посетен на 21 юни 2018.
52. ↑  Linee guida per l'applicazione del Patrocinio del Comune di Milano //    Архивиран от оригинала на 2020-08-11. Посетен на 28 август 2022.
53. ↑  Pagani p. 20..
54. ↑  Chiara Gualdoni, Milano, Milano, Skira, 2009, с. 9.
55. ↑  Chiara Gualdoni, Milano, Milano, Skira, 2009, с. 51.
56. ↑  Tutti i segreti del Castello Sforzesco //    Архивиран от оригинала на 2011-7-22.
57. ↑  Basilica di Sant'Ambrogio //   Посетен на 2018-6-21.[неработеща препратка]
58. ↑  Church and Dominican Convent of Santa Maria delle Grazie with "The Last Supper" by Leonardo da Vinci //   Посетен на 2022'7'31.
59. ↑  Chiara Gualdoni, Milano, Milano, Skira, 2009, с. 100.
60. ↑  «Suono alla Scala, ma vorrei vedere la Scala del calcio»
61. ↑  Basilica di Sant'Ambrogio //    Архивиран от оригинала на 2016-11-7.
62. ↑  Fare storia dell'arte: studi offerti a Liana Castelfranchi.   Editoriale Jaca Book. с. 234.
63. ↑  Gita fuori porta a Milano: la Cappella Sistina lombarda //   Посетен на 2022-7-31.
64. ↑  Vie e palazzi di Milano: Piazza Sant'Alessandro, oasi di pace nel centro di Milano //    Архивиран от оригинала на 2014-2-24.
65. ↑  Marco Rossi, Disegno storico dell'arte lombarda, Milano, Vita e Pensiero, 2005, p. 147.
66. ↑  Architettura del 400 a Milano.   Milano, CittàStudi. с. 178-180.
67. ↑  Basilica di Sant'Eustorgio, Cappella Portinari //    Архивиран от оригинала на 2012-10-28.
68. ↑  Church and Dominican Convent of Santa Maria delle Grazie with "The Last Supper" by Leonardo da Vinci //   Посетен на 2022-7-31.
69. ↑  Roberto Cassanelli, Lombardia Gotica, Milano, Jaca Book, 2002, p. 39.
70. ↑  Giovanna Ginex e Ornella Selvafolta, Il Cimitero monumentale di Milano: guida storico-artistica, Silvana, 1996.
71. ↑  Il Cinquecento.   Milano, NodoLibri. ISBN 88-7185-082-3.
72. ↑  Flavio Conti, Vincenzo Hybsch, Antonello Vincenti, I castelli della Lombardia, Milano, Regione Lombardia, Settore Cultura e Informazione, 1990, с. 80.
73. ↑  Flavio Conti, Vincenzo Hybsch, Antonello Vincenti, I castelli della Lombardia, Milano, Regione Lombardia, Settore Cultura e Informazione, 1990, с. 74'76
74. ↑  Le 10 vie di Milano più da Milano: storia e curiosità – FOTO: COM’ERANO – COME SONO OGGI //   2010-10-6. Посетен на 2022-7-31.
75. ↑  Milano archeologica: i luoghi //    Архивиран от оригинала на 2021-11-11. Посетен на 2022-7-31.
76. ↑  L'anfieatro //   Посетен на 2022-7-31.
77. ↑  Sotto Milano si nascondono i resti di una città romana //    Архивиран от оригинала на 2021-11-11. Посетен на 2022-7-31.
78. ↑  Milan: The Grey City Is Going Green //   Посетен на 1 септ. 2022.
79. ↑  Parco Monte Stella //   Посетен на 2022-7-31.
80. ↑  Parco Sud //    Архивиран от оригинала на 2010-10-24. Посетен на 2022-7-31.
81. ↑  C'era una volta: le mura spagnole di Milano //    Архивиран от оригинала на 2022-09-25. Посетен на 2022-7-31.
82. ↑  Zona Porta Romana – Le mura spagnole //   Посетен на 2022-7-31.
83. ↑  Sito ufficiale Idroscalo //    Архивиран от оригинала на 2010-12-8.
84. ↑  Milano- Descrizione //   Посетен на 2022-7-29.
85. ↑  Raffaele Pugliese, Marco Lucchini. Milano città d'acqua: nuovi paesaggi urbani per la tutela dei navigli.   Florence, Alinea, 2009. ISBN 978-88-6055-469-7. с. 32.
86. ↑  King, Russell. The industrial geography of Italy.   London, Croom Helm, 1985. ISBN 0-7099-1501-2. с. 250–254.
87. ↑  OECD, Competitive Cities in the Global Economy,в Territorial Reviews, Paris, OECD Publishing, novembre 2006, DOI:10.1787/9789264027091-en, ISBN 92-64-02708-4, ISSN 1990-0767 (WC · ACNP). URL посетен на 29 ювгуст 2022 г.
88. ↑  Metropolitan governance and spatial planning: comparative case studies of European city-regions.   New York, Spon Press, 2003. ISBN 978-0-415-27449-4.
89. ↑  Comunicato stampa d'ateneo //    Архивиран от оригинала на 28 май 2015.
90. ↑  Comuni e la loro populazione ai censimenti dal 1861 al 1951 //   Посетен на 29 август 2022.
91. ↑  Cronologia di Milano dal 1971 al 1980 //   Посетен на 29 август 2022.
92. ↑  Francesco Cusani, La peste di Milano del 1630, 1841, с. 264
93. 1 2  Cittadini stranieri Milano 2023 //   Посетен на 2024-3-30.
94. 1 2  Patrizia Farina, Cina a Milano: famiglie, ambienti e lavori della popolazione cinese a Milano, Milano, Associazione interessi metropolitani, 1997.
95. ↑  "Popolazione anagrafica straniera residente nel Comune di Milano Anno Sesso Totale in serie storica dal 1999 al 2016". Municipality of Milan. Посетен на 3 ноември 2017 г. Архивиран от оригинала на 7 ноември 2017 г.
96. ↑  oot, John. "Mapping Diversity in Milan. Historical Approaches to Urban Immigration" (PDF). Fondazione Eni Enrico Mattei. Посетен на 23 юли 2016 г. Архивиран (PDF) от оригинала на 20 август 2016 г.
97. ↑  John Foot (2001). Milan since the miracle: city, culture, and identity. New York: Berg. с. 119
98. ↑  Istituto Nazionale di Urbanistica della Lombardia (1999). Lombardia, politiche e regole per il territorio. Florence: Alinea Editrice. с. 139
99. ↑  Saggio sui dialetti gallo-italici //   Посетен на 29 август 2022.
100. ↑  Pietro Verri, Storia di Milano, dalla Stereoseidotipia di Vittoria Gatti-Cairo, Milano, 1836
101. ↑  Castelli Gattinara, Pietro (2016). The politics of migration in Italy : perspectives on local debates and party competition. New York: Rutledge. с. 68.
102. ↑  La Chiesa Valdese a Milano //   Посетен на 29 август 2022.
103. ↑  Chiesa ortodossa bulgara - Milano //   Посетен на 29 август 2022.
104. ↑  Mosaico //   Посетен на 21 юни 2018.
105. ↑  Вж. Gli armeni in Italia //   Посетен на 29 август 2022.
106. ↑  Il Natale degli altri: gli armeni, на marisamoles.wordpress.com. URL посетен на 29 август 2018 г.
107. ↑  Scientology: tutti i numeri della nuova chiesa di Milano/Scheda //   31 ottobre 2015.
108. ↑  Oh bej! Oh bej! //   1º dicembre 1999.
109. ↑  Micol Arianna Beltramini, 101 cose da fare a Milano almeno una volta nella vita, illustrazioni di Thomas Bires, 2ª ed., Roma, Newton Compton editori, 2008, с. 133-136.
110. ↑  Sanità Lombardia - Elenco Ospedali Online E Strutture Sanitarie - Pubblici E Privati -Lombardy Hospital //    Архивиран от оригинала на 2018-08-20. Посетен на 21 юли 2018.
111. ↑  Ministero della Salute - A tu per tu //    Архивиран от оригинала на 22 юли 2011.
112. ↑  Scuole di Milano //   Посетен на 29 август 2022.
113. ↑  Università degli Studi di Milano //   Посетен на 2022-7-31.
114. ↑  Storia/presentazione //    Архивиран от оригинала на 2017-07-11. Посетен на 1 септември 2022.
115. ↑  Università degli Studi di Milano-Bicocca, //   Посетен на 2022-7-31.
116. ↑  Politecnico di Milano //   Посетен на 2022-7-31.
117. ↑  Politecnico di Milano //   Посетен на 1 септември 2022.
118. ↑  Accademia delle Belle Arti di Brera //   Посетен на 2022-7-31.
119. ↑  Conservatorio di Musica «Giuseppe Verdi» //   Посетен на 2022-7-31.
120. ↑  Università Cattolica del Sacro Cuore //   Посетен на 2022-7-31.
121. ↑  Il più grande Ateneo cattolico d’Europa //    Архивиран от оригинала на 2022-09-28. Посетен на 1 септември 2022.
122. ↑  Università commerciale Luigi Boccon //   Посетен на 2022-7-31.
123. ↑  "Business & Management Studies". Top Universities 2022 by Subject. Посетен на 1 септември 2022 г.
124. ↑  European Business School Rankings 2021 //   Посетен на 1 септември 2022 г.
125. ↑  The Best International MBAs: One-Year Programs //   Посетен на 1 септември 2022.
126. ↑  European School of Economics //   Посетен на 2022-7-21.
127. ↑  Libera Università di Lingue e Comunicazione IULM //   Посетен на 2022-7-31.
128. ↑  "Libera Università di Lingue e Comunicazione IULM". Crui.it. Посетен на 13 май 2009 г. Архивиран от оригинала на 26 октомври 2007 г.
129. ↑  Storia e missione //   Посетен на 1 септември 2022.
130. ↑  Istituto di Alti Studi SSML Carlo Bo //   Посетен на 2022-7-31.
131. ↑  La fondazione //   Посетен на 1 септ. 2022.
132. ↑  Istituto Europeo di Design //   Посетен на 2022-7-31.
133. ↑  Domus Academy //   Посетен на 2022-7-31.
134. ↑  Top 3 Design School in Italia – QS World University Rankings //   Посетен на 1 септември 2022.
135. ↑  Accademia di belle arti europea dei media //   Посетен на 2022-7-31.
136. ↑  Accademia Storia //   Посетен на 1 септември 2022.
137. ↑  NABA - Nuova Accademia di Belle Arti //   Посетен на 2022-7-31.
138. ↑  Chi siamo //   Посетен на 1 септември 2022.
139. ↑  Istituto Marangoni //   Посетен на 1 септ. 2022.
140. ↑  Il Pontificio Istituto Ambrosiano di Musica Sacra //   Посетен на 2022-7-31.
141. ↑  Note storiche //   Посетен на 1 септ. 2022.[неработеща препратка]
142. ↑  Facoltà teologica dell'Italia settentrionale //   Посетен на 2022-7-31.
143. ↑  Cenni storici //   Посетен на 1 септ. 2022.
144. ↑  SAE International College - School of Audio Engineering //   Посетен на 2022-7-31.
145. ↑  La nostra storia //   Посетен на 1 септ. 2022.
146. ↑  Università Vita-Salute San Raffaele //   Посетен на 2022-7-31.
147. ↑  Humanitas University //   Посетен на 2022-7-31.
148. ↑  Humanitas University //   Посетен на 1 септ. 2022.
149. ↑  QS World University Rankings 2023: Top global universities //   Посетен на 29 август 2022.
150. ↑  Atlante delle città d'Italia p. 54..
151. ↑  Ambrosiana //   Посетен на 2 август 2022.
152. ↑  Sistema Bibliotecario di Milano //   Посетен на 29 август 2022.
153. ↑  Comune di Milano Biblioteche //   Посетен на 29 август 2022.
154. ↑  Atlante delle città d'Italia, в L'Enciclopedia geografica del Corriere della Sera, vol. 19, Milano, RCS, 2005б с. 54
155. ↑  Conservatorio di Milano //   Посетен на 29 август 2022.
156. ↑  Milan & Italian Lakes.   Greenville, SC, Michelin Travel Publications, 2013. ISBN 978-2-067182-00-4. с. 31.
157. ↑  La Pinacoteca di Brera, на amicidibrera.milano.it. URL посетен на 16 септември 2010 г. (архив на оригинала на 12 февруари 2010 г.).
158. ↑  Pinacoteca di Brera, на turismo.milano.it. URL посетен на 7 ноември 2010 г..
159. ↑  Sito ufficiale del castello sforzesco- I musei del castello, на milanocastello.it. URL посетен на 10 ноември 2010 (архив на оригинала от 22 юли 2011 г.).
160. ↑  Sito ufficiale della pinacoteca di Brera, на pinacotecabrera.org. URL посетен на 7 ноември 2010 г.
161. ↑  Sito ufficiale della triennale di Milano, на triennale.org. URL посетен на 24 септември 2010 г. (архив на оригинала от 5 януари 2011 г.).
162. ↑  Centro di Documentazione sul Progetto Grafico, на Aiap. URL посетен на 15 юли 2021 г.
163. 1 2 3 4 5  Gian Luca Lapini. Milano e la televisione //   Посетен на 30 август 2022.
164. ↑  Media //    Архивиран от оригинала на 29 март 2015.
165. ↑  Torna la Music Week: perché Milano è la capitale della musica //   10 ноември 2019. Посетен на 30 август 2022.
166. ↑  Carlo Bertelli, Giuliano Briganti, Antonio Giuliano, Storia dell'arte italiana, Milano, Mondadori Electa, 1991, p. 338.
167. ↑  Marco Rossi, Disegno storico dell'arte lombarda, Milano, Vita e pensiero, 2005, p. 103.
168. ↑  Fernando Mazzocca, Alessandro Morandotti, Enrico Colle, Milano neoclassica, Milano, Longanesi & C., 2001, с. 53; вж. и увода към книгата
169. ↑  Rossana Bossaglia, Valerio Terraioli, Il liberty a Milano, Milano, Skira editore, 2003, с. 12-14
170. ↑  Neon e soffitti d'autore l'Arengario ritrovato per De Chirico e Picasso //   Посетен на 30 август 2022.
171. ↑  In Archivi del futurismo regesti raccolti e ordinati da Maria Drudi Gambillo e Teresa Fiori, Roma 1958 p. 63..
172. ↑  Bucarelli, Palma, NOVECENTO, in Enciclopedia Italiana, Istituto dell'Enciclopedia Italiana, 1934.
173. ↑  teatri a milano //   Посетен на 31 август 2022.
174. ↑  Storia del Piccolo Teatro //   Посетен на 30 август 2022.
175. ↑  Derby Club //    Архивиран от оригинала на 19 юни 2007.
176. ↑  Storia - Dal sito ufficiale della manifestazione //    Архивиран от оригинала на 29 май 2010.
177. ↑  MIFF – Milano International Film Festival – And the winner is //   Посетен на 29 август 2011.
178. ↑  25 anni di successi, verso nuovi entusiasmanti Mix //    Архивиран от оригинала на 10 октомври 2017.
179. ↑  Le pellicole amarcord che raccontano Milano, онлайн на ilgiornale.it. URL посетен на 21 юни 2018 г.
180. ↑  Milano, cresce il mercato dell’audiovisivo, онлайн на milano.corriere.it. URL посетен на 2 януари 2016 г.
181. ↑  Milano, dal Teatro Ducale alla Scala, онлайн на baroque.it. URL посетен на 30 август 2022 г.
182. ↑  Paolo Ruggeri, La Canzone Italiana, Fabbri, 1994, Vol.III, pag.49-60
183. ↑  Antologia lombarda Архив на оригинала от 2016-06-30 в Wayback Machine., на sites.google.com. URL посетен на 30 август 2022 г
184. ↑  Knox, Paul L. (2010). Cities and design. London: Routledge. с. 228–235.
185. ↑  Merlo, Elisabetta; Polese, Francesca. "Cambridge Journals Online – Business History Review – Abstract – Turning Fashion into Business: The Emergence of Milan as an International Fashion Hub". cambridge.org. 80 (3): 415–447. doi:10.1017/S0007680500035856. S2CID 156857344. Посетен на 1 септември 2022 г. Архивиран от оригинала на 14 юли 2016 г.
186. ↑  "Frieze Magazine | Archive | Milan and Turin". Frieze.com. Посетен на 3 януари 2010 г. Архивиран от оригинала на 12 ноември 2007 г.
187. ↑  "Salone Internazionale del Mobile official website". Посетен на 15 април 2013 г. Архивиран от оригинала на 10 април 2013 г.
188. ↑  "New York Takes Top Global Fashion Capital Title from London, edging past Paris". Languagemonitor.com. 3 February 2015. Посетен на 1 септември 2022 г. Архивиран от оригинала на 21 май 2017 г.
189. ↑  Bye, Elizabeth (2010). Fashion design (English ed.). Oxford: Berg. с. 136–137.
190. ↑  "Milan Fashion Week – Home of the best". Mojeh Magazine. Посетен на 15 април 2013 г. Архивиран от оригинала на 15 март 2013 г.
191. ↑  Klaffke, Pamela (2003). Spree : a cultural history of shopping. Vancouver, B.C.: Arsenal Pulp Press. с. 46.
192. ↑  Milano a tavola, Milano, Libreria Milanese, 2002
193. ↑  Otto/novecento, Volume 5, Unione stampa periodica italiana, 1981. URL посетен на 18 юни 2010 г.
194. ↑  Gianni Brera, La pacciada, Mondadori, 1973, с. 126-130.
195. ↑  Scheda sull'Antica trattoria del Bagutto, на localistorici.it. URL посетен на 29 ноември 2020 г (архив на оригинала от 30 април 2013 г.) на сайта на културна асоциация "Locali storici d'Italia".
196. ↑  Milan Restaurants //   Посетен на 1 септ. 2022.
197. ↑  "Cova Pasticceria Confetteria – dal 1817". Pasticceriacova.com. Посетен на 22 януари 2010 г. Архивиран от оригинала на 26 март 2010 г.
198. ↑  "Historic places of Lombardy". Associazione Locali Storici d’Italia. Посетен на 17 септ. 2014 г. Архивиран от оригинала на 14 септ. 2014 г.
199. ↑  Il quartiere espositivo fieramilano //   Посетен на 30 август 2022.
200. ↑  FIERAMILANOCITY //   Посетен на 30 август 2022.
201. ↑  Expo Milano 2015 | Nutrire il Pianeta, Energia per la Vita!, на expo2015.org. URL посетен на 16 февруари 2018 г (архив на оригинала от 3 май 2014 г).
202. ↑  Giuseppe De Finetti, Giovanni Cislaghi, Mara De Benedetti e Piergiorgio Marabelli, Milano: costruzione di una città, Hoepli, 2002
203. ↑  Milano, città dei grattacieli: ecco le torri da record del capoluogo lombardo, su mobile.ilsole24ore.com. URL посетен на 25 юни 2018 г. (архивиран от оригинала на 26 февруари 2018 г.).
204. ↑  Le 30 CONTRADE di Milano //   Посетен на 31 август 2022.
205. ↑  Alessandro Colombo, I trentasei stendardi di Milano comunale (PDF), Milano, Famiglia Meneghina, 1935, с. 5
206. ↑  ISTAT. Dettaglio località abitate //    Архивиран от оригинала на 2012-06-11. Посетен на 31 август 2022.
207. ↑  Giovanna Maria Fagnani, Sei cascine da salvare, Corriere della Sera, 14 ottobre 2010
208. ↑  Comune di Milano 1117-1329, на lombardiabeniculturali.it. URL посетен на 29 август 2022 г.
209. 1 2 3 4 5  Breve storia dell'amministrazione comunale (1861–2011), на comune.cavacurta.lo.it. URL посетен на 12 юли 2016 г. (архивиран от оригинала на 11 септември 2016 г.).
210. ↑  Presidente del Consiglio //   Посетен на 1 септ. 2022.
211. ↑  Comune di Milano: Palazzo Marino //   Посетен на 1 септ. 2022.
212. ↑  Palazzo Reale dai Visconti agli Sforza, на storiadimilano.it. URL посетен на 29 август 2022 г.
213. ↑  Il Palazzo della Ragione, на palazzodellaragionefotografia.it. URL посетен на 18 април 2018 г. г. (архивиран от оригинала на 25 април 2018 г.).
214. ↑  Alessandro Colombo, I trentasei stendardi di Milano comunale (PDF), Milano, Famiglia Meneghina, 1935, с. 49. онлайн, посетен на 29 август 2022 г.
215. ↑  Италия, Милано, Генерално консулство на Република България //   Посетен на 29 август 2022.
216. ↑  Milano è la città europea con più consolati, на lombardiaspeciale.regione.lombardia.it. URL посетен на 29 август 2022 г.
217. ↑  Commissione europea - Rappresentanza in Italia, на italy.representation.ec.europa.eu. URL посетен на 29 август 2022 г.
218. ↑  Ufficio del Parlamento europeo a Milano, на europarl.europa.eu. URLпосетен на 29 август 2022 г.
219. ↑  Paola Bordigone. Mediolanum1 //   Посетен на 29 август 2022.
220. ↑  Milano torna Mediolanum //   17 юли 2008. Посетен на 29 август 2022.
221. ↑  Gabriella Rossetti Pepe, Forme di potere e struttura sociale in Italia nel Medioevo, Bologna, Il Mulino, 1977, с. 184
222. ↑  Umberto Melotti, Cultura e partecipazione sociale nella città in trasformazione: ricerca sociologica sui nuovi circoli culturali periferici e sulla situazione della cultura a Milano. Biblioteca di cultura sociale, La Culturale, 1966, с. 23.
223. ↑  Giuseppe De Finetti, Giovanni Cislaghi, Mara De Benedetti, Piergiorgio Marabelli, Milano. Costruzione di una città, Hoepli editore, 2002, с. 353
224. ↑  R.D. 8 giugno 1873, n. 1413
225. ↑   R.D. 2 settembre 1923, n. 1912
226. ↑  Valore aggiunto per abitante, a prezzi correnti - Italia, Lombardia e province lombarde. Anno 2017 //    Архивиран от оригинала на 2018-07-09. Посетен на 2022-08-31.
227. ↑  Milano Centrale //   Посетен на 31 август 2022.
228. ↑  Milano Smistamento //   Посетен на 31 август 2022.
229. ↑  Dati Annuali 2021 //    Архивиран от оригинала на 2022-04-16. Посетен на 31 август 2022.
230. ↑  ATM Cerca linea //    Архивиран от оригинала на 2022-10-02. Посетен на 2023-8-27.
231. ↑  Metrò, via alla nuova linea 5: i treni non hanno conducenti //   5 febbraio 2013.
232. ↑  La Società in numeri //   Посетен на 2023-8-27.
233. ↑  Il Passante //   Посетен на 2023-8-27.
234. ↑  Gli storici tram di Milano... a San Francisco, на virtualcar.it. URL посетен на 21 юни 2018 г. (архив на оригинала 10 октомври 2017 г.).
235. ↑  ATM - Rete notturna, на atm-mi.it. URL посетен на 28 септември 2012 г. (архив на оригинала 13 септември 2012).
236. ↑  Mobilità. A dicembre 35 km di nuove ciclabili a Milano //   Посетен на 31 август 2022.
237. ↑  Monopattini in Sharing - Comune di Milano //   Посетен на 31 август 2022.
238. ↑  Bike sharing: Milano è terza in Europa //   Посетен на 31 август 2022.
239. ↑  Milano quinta in Europa per uso della bicicletta
240. ↑  Bike sharing. Nuova app del Bikemi, la tessera si fa virtuale
241. ↑  Milano diventa la capitale europea del car sharing, на vocidimilano.it. URL посетен на 21 юни 2018 г. (архив на оригинала 9 март 2014 г.).
242. ↑  Impianti sportivi per zona, на milanotoday.it.URL посетен на 31 август 2022 г.